# THE突破ファイル
『THE突破ファイル』（ザ・とっぱファイル）は、2018年10月25日から日本テレビ系列で毎週木曜日 19:00 - 19:54（JST）に放送されているクイズバラエティ番組。

## 概要
事件・事故や身の回りのトラブルなど、さまざまなジャンルで実際に起きた絶体絶命のピンチを驚きの閃きによって突破した方法「突破術」を「突破劇」として実録ドラマ化し、あきらめない人から知恵や勇気をクイズ形式で学んでいく新型バラエティ番組である。
2018年9月13日をもって放送を終了した『得する人損する人』の後番組として、同年10月25日からレギュラー放送が始まった（初回は2時間スペシャル）。日本テレビがプライムタイムで新番組を編成するのは、2016年9月7日にレギュラー放送が始まった『1周回って知らない話』以来約2年ぶりとなる（ドラマやミニ番組を除く）。
クイズは、全問早押しで解答するというルールになっており、フリップで解答する場合も早押し後に「これでどうだ！」と言いながら解答を出す。番組開始当初は、全員一斉に解答を披露する書き問題「フリップ突破クイズ」や実演形式の「実演突破クイズ」があった。
解答すると、内村の「これは!?」という言葉とともにアタック音が鳴り、正解であれば内村が「突破！」と宣言する。不正解の場合は、「違います」、近い場合は「惜しい！」（程度によって「違いますが…」「やや惜しい！」「すごく惜しい！」「超惜しい！」の時もある。）と宣言されるが、あまりにも的外れな解答の場合はツッコミを入れるほか、そもそも「これは!?」すらも言わずにツッコミを入れたり、解答者に怒ることや呆れることもあり、酷い場合にはツッコミも兼ねて「1回休み」や「カメラから消される」（主にリモート出演回。なお、1回だけ内村本人から恥を受けて消されたことがあった。）、「放置」といったペナルティも課される。
再現ドラマの傑作選が放送されることもあり、その場合はクイズの部分を除外して再編集した再現ドラマが放送される。
番組開始当初は、その日の突破数が一番多かった解答者が「突破王」となり、その証としてMC席の後ろに置かれているセットから「黄金の矢」を獲得する。これを10本集めると、「すごいことが起こる」とされていたが次第に言及されなくなり、このルールは自然消滅した。
再現ドラマに力を入れているのが特徴で、出演する芸人の演技も評判を呼んでいる。主なシリーズに「突破交番」、「出動！アメリカンポリス」、「突破レスキュー」などがあり、内容によっては各自衛隊や海上保安庁、消防署などの協力を得て俳優が講習を受けたうえで演じ、実際の施設内や機体内にて撮影されている部分もある。
2020年10月1日から前半・後半ともに提供クレジットの絨毯付きカラー表示を始めている。
2022年4月5日から2分縮小となり、19:00 - 19:54枠となる。
スタジオ収録は、隔週月曜日に2 - 3本撮りで行なわれる。

## 出演者
下記出演者全員、少なくとも一度は再現VTRにも出演したことがある。
MC
- 内村光良（ウッチャンナンチャン）

レギュラー解答者
- サンドウィッチマン（伊達みきお・富澤たけし）

その他の常連出演者
- EXIT（りんたろー。・兼近大樹）※ほぼ毎週出演している。
- 王林
- かが屋（加賀翔・賀屋壮也）
- ココリコ（遠藤章造・田中直樹）
- 3時のヒロイン （ゆめっち・かなで・福田麻貴）
- タイムマシーン3号（山本浩司・関太）
- チョコレートプラネット（松尾駿・長田庄平）
- 錦鯉（長谷川雅紀・渡辺隆）
- 生見愛瑠※ほぼ毎週出演している。
- ハナコ（岡部大・菊田竜大・秋山寛貴）
- 波瑠（不定期にて、準レギュラーゲスト）
- ぺこぱ（松陰寺太勇・シュウペイ）
- マヂカルラブリー（野田クリスタル・村上）
- 宮下草薙（宮下兼史鷹・草薙航基）
- 四千頭身（都築拓紀・石橋遼大・後藤拓実）

## 再現VTR

### 突破交番
様々な事件や事故に挑む警察官たちのドラマ。初期の頃はタイトル通り、交番が舞台だったが、最近の放送では突破警察署が舞台になることが多い。の兼近大樹（EXIT）や松陰寺太勇（ぺこぱ）や岡部大（ハナコ）など、お笑い第七世代の芸人が主に出演するほか、番組レギュラーのサンドウィッチマンもそれぞれ司令官（伊達）と副司令官（富澤）として出演することがある。なお、兼近の相方でもあるりんたろー。も、モブキャラクター役や被害者役で出演することが多い。そのほかにも、兼近がプロデュースしている泥水すすり隊がエキストラとして出演したことがある。
2020年には新型コロナウイルス感染予防のためドラマロケが困難になったことから、出演者の動作をモーションキャプチャしたCGと、アニメイラストを組み合わせた回が放送されたことがある。なお、同回の素材を元として生産されたグッズも販売されている。
兼近がチャラい言葉を混ぜ込んだり、相方のりんたろー。もモブ役でチャラさを出しているほか、松陰寺は、「フィ」の多用や大袈裟かつ独特な動きを取るなどしているため、レギュラー放送初期にはMCの内村から「キャラが渋滞している」と苦言を呈された。
アメリカンポリスに対抗意識を燃やす出演者が兼近を中心に増えており、格闘シーンの多い回が不定期にあるほか、日テレ警察ドラマとのコラボが行われる際には、その出演者がドラマでの設定のままゲスト出演している。
ボーカルユニットC&Kの新曲「青青青」が、本コーナーのテーマ・ソングに決定し、劇中歌「YARE YARE」とともに2023年4月27日の再現ドラマ内で初披露された。
2025年1月2日放送の3時間SPでは史上初となる長編ドラマを放送。主要メンバーに加え様々なドラマ出演者やゲスト、MCの内村も含めたオールキャストとなっている。
三銃士
- 兼近大樹（EXIT）
- 松陰寺太勇（ぺこぱ）
- 岡部大（ハナコ）

レギュラー出演者
- 工藤美桜
- 志田こはく

不定期及び過去の出演者
- 後藤拓実（四千頭身）
- せいや（霜降り明星）
- 高岸宏行（ティモンディ）
- 松尾駿（チョコレートプラネット）※海パン刑事役
- 土佐有輝（土佐兄弟）
- 金村美玖（日向坂46）
- 木下彩音
- 岡本あずさ
- 磯山さやか
- 松永有紗
- ゆきぽよ（木村有希）
- 新條由芽
- 鳴海唯
- あばれる君
- みやぞん（ANZEN漫才）
- とにかく明るい安村
- 加賀翔（かが屋）
- 菊田竜大（ハナコ）※一般人役
- りんたろー。（EXIT）※一般人役
- シュウペイ（ぺこぱ）※一般人役
- ココリコ※テレビクルー
- 南原清隆（ウッチャンナンチャン）※特殊詐欺犯罪対策局：局長・ドーベルマン南原

### 突破ドクターの人体ミステリーファイル
病院や日常で起こった患者の症状や病気を、ある機転を使って治していくドラマ。主に片桐や山下・梅澤・堀田が医師、他のメンバーは看護師か患者役が多い。
出演者
- 片桐仁
- 平野ノラ
- 堀田茜
- 山下美月・梅澤美波（乃木坂46）
- かなで（3時のヒロイン）
- 吉住
- オカリナ（おかずクラブ）
- 野呂佳代

### 草薙アルバイトシリーズ
最初は単発ドラマだったが、後に正規シリーズ化された。毎回様々な職業で働く草薙航基が演じる主人公がトラブルや事故に際してネガティブ思考ゆえに動揺する一方、アルバイト経験を活かした発想で解決するドラマ。草薙の部下や後輩は、イケメン俳優やアイドルが演じており、草薙の相方でもある宮下も脇役で参加している。また2022年5月19日放送された前述の「突破交番」の双方向コラボに加え日テレドラマのコラボも行われるようになった。
出演者
- 宮下草薙（草薙航基・宮下兼史鷹）
- 小高サラ

### 突破市役所 なんでもスグやる課
千葉県松戸市など全国の自治体に実在する、「すぐやる課」の再現ドラマ。一般市民から持ち込まれるさまざまな難題を、野田が演じる課長と、筧や生駒など女性タレントが演じる職員が解決する。なお、野田の相方の村上も、一般市民役で出演している。
出演者
- マヂカルラブリー（野田クリスタル・村上）
- 筧美和子
- 生駒里奈
- 錦鯉（長谷川雅紀・渡辺隆）
- 尾形貴弘（パンサー）
- なすなかにし（中西茂樹・那須晃行）

### 注文の多すぎる突破狭小住宅
狭小の土地と最小限の予算でマイホームの建築を望む依頼人に、こがけんが演じる「古賀憲志郎」が、一級建築士として小田が演じる「小田芳久」や武田が演じる「武田真介」とともにさまざまなアイディアを出して応えていく再現ドラマ。アイディアを披露する際にはCGが説明に用いられ、クイズ後には実際に建築された家が紹介される。
出演者
- こがけん
- 水谷果穂
- おいでやす小田
- 武田真治

### 突破Gメン
近年手口が巧妙になっていく万引きを防ぐため「突破警備」という警備会社の吉住と加賀の万引きGメンコンビが悪事を暴く。
吉住はベテラン万引きGメン、加賀が後輩の万引きGメンとして出演して加賀の相方の賀屋も万引き被害にあった店舗の店長役で出演している。2022年10月13日放送以降では、万引きではなく食品偽装を見抜く「食品表示Gメン」として出動した。さらに2023年3月9日放送の回では、盗聴器Gメンを取り上げた。
出演者
- 吉住
- かが屋（加賀翔・賀屋壮也）

### 突破空港税関
空港内で起こる密輸を防ぐ入国審査官のドラマ。主に若手女優と共に斉藤が演じるベテラン監視官が出演する。密輸を見破る（キマる）と持ちネタ「はぁーいっ!」と大声で叫ぶほか、困難解決後にはたびたび後輩監視官から「スネーク斉藤」と呼ばれてイジられる。ごく一部の回では即座に新しい密輸が起きるため週跨ぎで放送されることがある。また、2022年11月30日に行われた税関150周年記念式典にて税関の知名度向上に貢献したとして東京税関から番組と斉藤、高田にそれぞれ感謝状が贈られた。その後、斉藤が降板したため2025年1月2日からSEASON2として木村昴（オクトパス）が新たな主人公を務める。
出演者
- 斉藤慎二（ジャングルポケット）
- 高田夏帆
- 影山優佳（日向坂46）
- 安斉星来
- アンミカ
- 田中美久
- 木村昴

### 突破交通事故鑑定人
巷に起こる交通事故。しかし近年目撃者がいない事が原因で示談やわざと事故を起こし保険金をせしめる交通事故詐欺が多かった。そんな中、この事故の事故現場に残されたわずかな手がかりで真相を研究する実際の職業交通事故鑑定人の活躍を描く。タイムマシーン3号の関が主人公である交通事故鑑定人、柳が関の助手（彼女の不在回では彼女の代わりに武藤十夢や嵐莉菜が山本のパラリーガルとして出演）、山本が示談調査の依頼や情報収集のサポートをする弁護士を演じる。
出演者
- タイムマシーン3号（関太・山本浩司）
- 柳美稀

### 突破国税局
人々が起こす脱税犯罪。それを防ぐべく空気階段が演じる国税局査察部の査察官が脱税を暴いていく。2025年7月17日ではスズキの後輩である若手調査官としてレインボー (お笑いコンビ)がが担当した
出演者
- 空気階段（鈴木もぐら・水川かたまり）
- レインボー（ジャンボたかお・池田直人）

### 突破レスキュー
様々な事故や災害に挑むレスキュー隊を中心としたドラマ。主に村田やシュウペイが主人公で、上司や同僚役は主に肉体派芸人が中心だったが近年では女性レスキュー隊員も出演するようになった。
出演者
- 村田秀亮（とろサーモン）
- なかやまきんに君
- シュウペイ（ぺこぱ）
- 平子祐希（アルコ&ピース）
- 八木真澄（サバンナ）
- 庄司智春（品川庄司）
- 太田博久（ジャングルポケット）
- 賀屋壮也（かが屋）
- 中島健
- 松田リマ　
- 桜井日奈子
- 春日俊彰（オードリー）

### 突破Call 119
火災・救急・事故・遭難。119番通報を24時間対応を行い、消防緊急通報司令室。電話口の音を頼りに声で命を守る。
出演者
- ココリコ（田中直樹）
- Aぇ! group（小島健）

### 突破不動産
平穏の日常を蝕む「迷惑駐車、騒音、悪臭、ゴミ出し」日本人の2人に1人の隣人トラブル。
出演者
- 男性ブランコ（平井まさあき）
- 男性ブランコ（浦井のりひろ）
- 黒木ひかり

### 出動!アメリカンポリス
「突破交番」のアメリカ版。アクションシーンが多く、突破交番以上の大胆な方法が特徴的である。警察官役は日系タレントや外国人タレントが担当し、彼らは英語交じりの日本語を話すが他の外国人出演者のセリフは英語そのままか声優による日本語吹き替えが行われており、この演出も話題になっている。2021年4月4日放送の『日テレ系人気番組 春のコラボSP!』では、同じく内村が司会を務めている『世界の果てまでイッテQ!』のコラボ企画が行われ、『イッテQ』の主要メンバーがアメリカンポリスと共演した。
出演者
- ケイン・コスギ
- アイクぬわら（超新塾）
- チャド・マレーン
- パトリック・ハーラン（パックンマックン）
- ダコタ・ローズ

### もう中学生覚醒シリーズ
もう中学生が演じる気弱な男性「典幸」が、川での水難事故や山での遭難などのピンチを知恵と力で乗り越える再現ドラマ。突破の際には、もう中学生が髪を逆立てて気が強くなる（回答者たち曰く「覚醒した」）のが恒例になっている。主に竹内が二次災害に巻き込まれる男性、高橋が竹内の妻でそれを補佐する役を演じる。
出演者
- もう中学生
- 高橋ユウ
- 竹内まなぶ（カミナリ）

### めるるのアイディア突破劇
様々な職業に務めるめるる事生見めるが様々な困難に持っていた日用品など機転を利かせて危機を脱する。生見の相方役としてタイムマシーン3号（特に関）を演じる。
出演者
- 生見愛瑠
- タイムマシーン3号（関太・山本浩司）

### 春日&ザ・マミィの離島の突破劇
「突破島」という離島を舞台に離島ならではの災害に困っている人々を救うべく春日とザ・マミィの3人からなる青年団の活躍を描くドラマ。春日は近年島を移住した自然知識に詳しいネイチャーガイド、ザ・マミィは彼を兄貴と慕う青年団を演じる。
出演者
- 春日俊彰（オードリー）
- ザ・マミィ（林田洋平・酒井貴士）

### 自衛隊シリーズ
海難事故や洪水などの大災害に遭遇した被災者たちを救出する、自衛隊の活躍を描くドラマ。内容の大きさやそれゆえの手間から、主に再現ドラマ尺に余裕のある2時間スペシャル枠にて放送される。シュウペイを除けば、濱田や入江など特撮経験を持つ若手俳優たちが隊員役を演じ、俳優経験を持つ大御所芸人や実力者俳優が隊長役を演じる。
- 濱田龍臣
- 入江甚儀
- シュウペイ（ぺこぱ）
- 坪倉由幸（我が家）
- 山口智充
- 筧利夫

### 伝説の張り紙
様々なトラブルを張り紙や看板で解決するドラマ。クイズは、「これでどうだ！」と言いながらフリップで解答する。主に3時のヒロインやりんたろー。の出演が多い。
出演者
- 3時のヒロイン（ゆめっち・かなで・福田麻貴）
- りんたろー。（EXIT）
- シュウペイ（ぺこぱ）　
- 生見愛瑠

### 芸能人・有名人突破劇
その回に登場したゲストたちの実体験を紹介するミニコーナー。サンドウィッチマンが進行役を務める。

### その手があったか ひらめきトッパーマン
2021年6月10日から始まった視聴者投稿企画。視聴者から届いた様々な突破劇をサンドイッチマンが紙芝居で紹介し、その内容を内村が審査する。賞品はドラマの小道具として登場した菓子のおまけシールを元にしたノベルティ「トッパーマンシール」とクオカード1万円分。ほぼ毎回、宮下あきら原作「魁!!男塾」の一コマがの男塾名物ネタや内村がカネチープリンスが選ばれた場合兼近から甘い一言を言うネタが登場している。

## 再現ドラマリスト

### パイロット版
| 回 | 放送日  | タイトル           | 出演       | 出典・備考 |
| -- | ------- | ------------------ | ---------- | ---------- |
| 1  | 5月13日 | File.1「愛犬失踪」 | 松本まりか | [ 31 ]     |

### レギュラー版

#### 2018年
| 回 | 放送日   | タイトル                             | 主演                                   | 主な出演者                                               | 出典・備考 |
| -- | -------- | ------------------------------------ | -------------------------------------- | -------------------------------------------------------- | ---------- |
| 1  | 10月25日 | File.1「子猫救出」                   | 松本まりか                             | 円城寺あや、荒木誠、古川康                               | [ 32 ]     |
| 1  | 10月25日 | File.2「揺れる温泉郷」               | 徳永えり                               | 田村泰二郎、しのへけい子、酒向芳                         | [ 32 ]     |
| 2  | 11月22日 | File.1「コウモリ」                   | 雛形あきこ、天野浩成                   | 森永理奈、福澤重文                                       | [ 33 ]     |
| 2  | 11月22日 | File.2「空き巣」                     | 神保悟志、咲坂実杏                     | やべけんじ、田口主将、池田宜大、石川啓大、宮森右京       | [ 33 ]     |
| 3  | 11月29日 | File.1「歌舞伎町のジャンヌ・ダルク」 | 矢田亜希子                             | 六角慎司                                                 | [ 34 ]     |
| 4  | 12月06日 | File.1「アフリカハゲコウ」           | 森矢カンナ                             | 酒向芳                                                   | [ 35 ]     |
| 4  | 12月06日 | File.2「ブドウハゼ」                 | 松本妃代、黒崎レイナ                   | 渡辺哲                                                   | [ 35 ]     |
| 5  | 12月13日 | File.1「ラーメン博物館」             | 内田朝陽、波岡一喜、久保酎吉、幸田尚子 | 金沢きくこ、相川裕滋、岩永智、和知大祐、シゲル、髙谷心也 | [ 36 ]     |
| 6  | 12月20日 | File.1「鍵の大響音」                 | 金子貴俊                               | 西原亜希                                                 | [ 37 ]     |

#### 2019年
| 回 | 放送日   | タイトル                                                        | 主演                                                                                           | 主な出演者                                                                                     | 出典・備考 |
| -- | -------- | --------------------------------------------------------------- | ---------------------------------------------------------------------------------------------- | ---------------------------------------------------------------------------------------------- | ---------- |
| 7  | 01月10日 | File.1「江戸時代のそばを復活させろ」                            | 佐藤玲、村松利史                                                                               | モロ師岡                                                                                       | [ 38 ]     |
| 8  | 01月24日 | File.1「横井庄一」                                              | 柏原収史                                                                                       | 佐野和真、大沼遼平                                                                             | [ 39 ]     |
| 9  | 01月31日 | File.1「伊良部大橋」                                            | 弓削智久                                                                                       | 加山徹、合田雅吏、横田美紀、鮎川桃果                                                           | [ 40 ]     |
| 10 | 02月07日 | File.1「ブルーインパルス」                                      | 谷田歩、神永圭佑                                                                               | 加藤亮輔、田川可奈美                                                                           | [ 41 ]     |
| 10 | 02月07日 | File.2「税関」                                                  | 松本若菜、竹財輝之助                                                                           | 湯江タケユキ、亀井賢治、福澤重文                                                               | [ 41 ]     |
| 11 | 02月14日 | File.1「タイタニック」・「ロッキー」                            | -                                                                                              | -                                                                                              | [ 42 ]     |
| 12 | 02月21日 | File.1「東京マラソン」                                          | 手塚とおる                                                                                     | 岡本あずさ                                                                                     | [ 43 ]     |
| 13 | 03月07日 | File.1「珍獣ドクターの事件簿」                                  | 入山法子                                                                                       | 木下彩音、須間一也                                                                             | [ 44 ]     |
| 14 | 03月28日 | File.1「青森B-1グランプリ」                                     | 王林（りんご娘）                                                                               | おかやまはじめ、八戸市のみなさま                                                               | [ 45 ]     |
| 15 | 04月11日 | File.1「紙ヒコーキ」                                            | 池田鉄洋                                                                                       | 森田涼花、青木健                                                                               | [ 46 ]     |
| 16 | 04月18日 | File.1「交番物語」                                              | みやぞん（ANZEN漫才）                                                                          | 岡部大（ハナコ）、木下彩音                                                                     | [ 47 ]     |
| 16 | 04月18日 | File.2「子猫救出」                                              | 宮川一朗太                                                                                     | 山田美紅翔                                                                                     | [ 47 ]     |
| 17 | 04月25日 | File.1「崎陽軒」                                                | おかやまはじめ                                                                                 | 荒井敦史                                                                                       | [ 48 ]     |
| 18 | 05月02日 | File.1「オカルト工場」                                          | 入山法子                                                                                       | ついひじ杏奈、酒向芳、山上賢治                                                                 | [ 49 ]     |
| 18 | 05月02日 | File.2「謎の球体」                                              | 堀部圭亮                                                                                       | 佐藤玲、石井智也                                                                               | [ 49 ]     |
| 18 | 05月02日 | File.3「葬儀プランナー」                                        | 黒坂真美                                                                                       | 山下容莉枝、針原滋                                                                             | [ 49 ]     |
| 19 | 05月09日 | File.1「4男4女！大家族ウォーズ」                                | 藤本美貴                                                                                       | -                                                                                              | [ 50 ]     |
| 19 | 05月09日 | File.2「伝説の看板」                                            | 川村ゆきえ                                                                                     | -                                                                                              | [ 50 ]     |
| 20 | 05月23日 | File.1「交番物語」                                              | みやぞん（ANZEN漫才）                                                                          | 岡部大（ハナコ）、EXIT（りんたろー、兼近大樹）、木下彩音                                       | [ 51 ]     |
| 21 | 05月30日 | File.1「若女将」                                                | 北原里英、相島一之                                                                             | -                                                                                              | [ 52 ]     |
| 22 | 06月06日 | File.1「カルガモ救出」                                          | 斉藤慎二（ジャングルポケット）                                                                 | 岡本あずさ                                                                                     | [ 53 ]     |
| 22 | 06月06日 | File.2「迷い犬」                                                | あばれる君                                                                                     | 平野ノラ                                                                                       | [ 53 ]     |
| 23 | 06月13日 | File.1「海兵隊」                                                | 柳美稀                                                                                         | 長谷川公彦                                                                                     | [ 54 ]     |
| 24 | 06月27日 | File.1「航空救難団」                                            | 小林よしひさ、濱田龍臣                                                                         | -                                                                                              | [ 55 ]     |
| 24 | 06月27日 | File.2「散弾銃」                                                | 七枝実                                                                                         | 木下彩音                                                                                       | [ 55 ]     |
| 25 | 07月04日 | File.1「若女将」                                                | 北原里英、相島一之                                                                             | -                                                                                              | [ 56 ]     |
| 26 | 07月11日 | File.1「狙われた鍵穴」                                          | -                                                                                              | 木下彩音                                                                                       | [ 57 ]     |
| 27 | 07月25日 | File.1「集団ヒステリー」                                        | 大友花恋                                                                                       | 新條由芽、柳美稀、松永有紗、木下彩音                                                           | [ 58 ]     |
| 28 | 08月15日 | File.1「約1分で解決 フラッシュ突破クイズ」                      | -                                                                                              | -                                                                                              | [ 59 ]     |
| 28 | 08月15日 | File.2「日本一事件が舞い込んでくる突破交番」                    | -                                                                                              | 岡部大（ハナコ）、岡本あずさ、チョコレートプラネット（長田庄平、松尾駿）、ゆきぽよ（木村有希） | [ 59 ]     |
| 28 | 08月15日 | File.3「自衛隊」                                                | 濱田龍臣、板橋駿谷                                                                             | -                                                                                              | [ 59 ]     |
| 28 | 08月15日 | File.4「緊急出動! アメリカンポリス」                            | -                                                                                              | ケイン・コスギ、厚切りジェイソン、アイクぬわら                                                 | [ 59 ]     |
| 29 | 08月22日 | File.1「約1分で解決 フラッシュ突破クイズ」                      | -                                                                                              | -                                                                                              | [ 60 ]     |
| 29 | 08月22日 | File.2「突破交番」                                              | タクヤ（超特急）、水卜麻美（日本テレビアナウンサー）                                           | 木下彩音                                                                                       | [ 60 ]     |
| 29 | 08月22日 | File.3「住宅街に恐怖の侵入者 凶暴グマから住民を守れ！」         | -                                                                                              | -                                                                                              | [ 60 ]     |
| 30 | 09月12日 | 「約1分で解決 フラッシュ突破クイズ」                            | -                                                                                              | -                                                                                              | [ 61 ]     |
| 30 | 09月12日 | File.1「隣家で大火災!逃げ遅れた三姉妹」                         | 木原実、羽鳥慎一                                                                               | -                                                                                              | [ 61 ]     |
| 30 | 09月12日 | File.2「川でおぼれた男性を高校生が救出!」                       | 久間田琳加、平野泰新、大城光（MAG!C☆PRINCE）                                                   | -                                                                                              | [ 61 ]     |
| 30 | 09月12日 | File.3「突破交番」                                              | あばれる君、平野ノラ                                                                           | -                                                                                              | [ 61 ]     |
| 31 | 09月19日 | 「約1分で解決 フラッシュ突破クイズ」                            | -                                                                                              | -                                                                                              | [ 62 ]     |
| 31 | 09月19日 | File.1「世界が驚愕 山中で24日間生き延びた男の謎を解き明かせ！」 | -                                                                                              | -                                                                                              | [ 62 ]     |
| 31 | 09月19日 | File.2「突破交番」                                              | -                                                                                              | 木下彩音                                                                                       | [ 62 ]     |
| 31 | 09月19日 | File.3「アメリカンポリス」                                      | -                                                                                              | ケイン・コスギ、厚切りジェイソン、アイクぬわら                                                 | [ 62 ]     |
| 31 | 09月19日 | File.4「離島の医師」                                            | 松本まりか                                                                                     | 平野ノラ、竹内まなぶ                                                                           | [ 62 ]     |
| 32 | 10月17日 | 「約1分で解決 フラッシュ突破クイズ」                            | -                                                                                              | -                                                                                              | [ 63 ]     |
| 32 | 10月17日 | File.1「突破交番」                                              | -                                                                                              | 木下彩音                                                                                       | [ 63 ]     |
| 32 | 10月17日 | File.2「やりたい放題暴れまくる 凶暴グマを村から追い払え！」     | 川村ゆきえ、後藤拓実（四千頭身）                                                               | -                                                                                              | [ 63 ]     |
| 32 | 10月17日 | File.3「伝説の看板 」                                           | -                                                                                              | -                                                                                              | [ 63 ]     |
| 32 | 10月17日 | 奇跡の瞬間 芸能人突破劇                                         | -                                                                                              | -                                                                                              | [ 63 ]     |
| 33 | 10月24日 | 「約1分で解決 フラッシュ突破クイズ」                            | -                                                                                              | -                                                                                              | [ 64 ]     |
| 33 | 10月24日 | File.2「突破交番」                                              | 小沢真珠、岡部大（ハナコ）                                                                     | -                                                                                              | [ 64 ]     |
| 33 | 10月24日 | File.3「アメリカンポリス」                                      | -                                                                                              | ケイン・コスギ、厚切りジェイソン、アイクぬわら                                                 | [ 64 ]     |
| 33 | 10月24日 | File.4「山草採りの悲劇！遭難者を救え！」                        | -                                                                                              | -                                                                                              | [ 64 ]     |
| 33 | 10月24日 | 「奇跡の瞬間 芸能人突破劇」                                     | -                                                                                              | -                                                                                              | [ 64 ]     |
| 34 | 10月31日 | File.1「突破交番」                                              | EXIT（りんたろー。、兼近大樹）                                                                 | 木下彩音                                                                                       | [ 65 ]     |
| 34 | 10月31日 | File.2「坂道を暴走する車イス」                                  | -                                                                                              | カミナリ（竹内まなぶ・石田たくみ）、塩野瑛久                                                   | [ 65 ]     |
| 34 | 10月31日 | File.3「鉱山跡地で転落事故」                                    | -                                                                                              | 超特急                                                                                         | [ 65 ]     |
| 35 | 11月14日 | 「約1分で解決 フラッシュ突破クイズ」                            | -                                                                                              | -                                                                                              | [ 66 ]     |
| 35 | 11月14日 | File.2「突破交番」                                              | 川西賢志郎（和牛）、金村美玖（日向坂46）、あばれる君、後藤拓実（四千頭身）、菊田竜大（ハナコ） | 岡部大（ハナコ）、木下彩音                                                                     | [ 66 ]     |
| 35 | 11月14日 | File.3「陸上自衛隊」                                            | アキラ100%、大友花恋                                                                           | 濱田龍臣                                                                                       | [ 66 ]     |
| 35 | 11月14日 | File.4「ダム」                                                  | 佐伯大地                                                                                       | 平子祐希（アルコ&ピース）、八木真澄（サバンナ）、佐脇慧一、木田佳介                            | [ 66 ]     |
| 36 | 11月21日 | 「約1分で解決 フラッシュ突破クイズ」                            | -                                                                                              | -                                                                                              | [ 67 ]     |
| 36 | 11月21日 | File.1「少女からの怪電話の謎を解け!」                           | りんたろー。（EXIT）                                                                           | -                                                                                              | [ 67 ]     |
| 36 | 11月21日 | File.2「突破交番」                                              | チョコレートプラネット                                                                         | 岡部大                                                                                         | [ 67 ]     |
| 37 | 12月05日 | 「約1分で解決 フラッシュ突破クイズ」                            | -                                                                                              | -                                                                                              | [ 68 ]     |
| 37 | 12月05日 | File.1「突破交番」                                              | ゆきぽよ（木村有希）                                                                           | 岡部大                                                                                         | [ 68 ]     |
| 37 | 12月05日 | File.2「アメリカンポリス」                                      | ヴィクトリア・ラブロワ                                                                         | アイクぬわら、ケイン・コスギ、チャド・マーレン                                                 | [ 68 ]     |
| 37 | 12月05日 | File.3「海上保安庁」                                            | 佐伯大地、柏原収史、高杉旦、平野ノラ                                                           | -                                                                                              | [ 68 ]     |
| 37 | 12月05日 | File.4「突破レスキュー」                                        | 加藤諒、白木サキ                                                                               | 平子祐希（アルコ&ピース）太田博久（ジャングルポケット）小島よしお                              | [ 68 ]     |
| 38 | 12月12日 | 「約1分で解決 フラッシュ突破クイズ」                            | -                                                                                              | -                                                                                              | [ 69 ]     |
| 38 | 12月12日 | File.1「闇夜の連続傷つけ魔を撃退せよ!」                         | りんたろー。（EXIT）、新條由芽                                                                 | -                                                                                              | [ 69 ]     |
| 38 | 12月12日 | File.2「突破交番」                                              | 加藤諒                                                                                         | 兼近大樹（EXIT）、岡部大、木下彩音                                                             | [ 69 ]     |
| 38 | 12月12日 | File.3「謎の連続火災」                                          | 川村ゆきえ                                                                                     | 古川毅、古川凜、札内幸太                                                                       | [ 69 ]     |
| 39 | 12月19日 | 「約1分で解決 フラッシュ突破クイズ」                            | -                                                                                              | -                                                                                              | [ 70 ]     |
| 39 | 12月19日 | File.1「新居をバラさず引っ越し成功!業者のアイデアとは?」        | 塩野瑛久、草薙航基（宮下草薙）                                                                 | 久住小春                                                                                       | [ 70 ]     |
| 39 | 12月19日 | File.2「突破交番」                                              | -                                                                                              | 岡部大（ハナコ）、高岸宏行(ティモンディ)、木下彩音                                             | [ 70 ]     |
| 39 | 12月19日 | 奇跡の瞬間 芸能人突破劇                                         | -                                                                                              | -                                                                                              | [ 70 ]     |

#### 2020年
| 回 | 放送日   | タイトル                                                              | 主演 | 主な出演者                                                                                               | 出典・備考 |
| -- | -------- | --------------------------------------------------------------------- | --- | --- | ---------- |
| 40 | 01月09日 | File.1「突破交番」                                                    | 後藤拓実（四千頭身）、サンドウィッチマン（伊達みきお、富澤たけい）                                                     | 兼近大樹（EXIT)、岡部大(ハナコ)、あばれる君、菊田竜大（ハナコ）、りんたろー。(EXIT)、 木下彩音           | [ 71 ]     |
| 40 | 01月09日 | File.2「突破レスキュー」                                              | 鈴木裕樹、D-BOYS | 八木真澄(サバンナ)、太田博久(ジャングルポケット)、徳田浩至(ブリリアン)                                   | [ 71 ]     |
| 40 | 01月09日 | File.3「アメリカンポリス」                                            | ヴィクトリア・ラブロワ                                                                                                 | アイクぬわら、ケイン・コスギ、チャド・マーレン                                                           | [ 71 ]     |
| 40 | 01月09日 | File.4「モナリザの微笑みに熱々の料理を」                              | 平野ノラ | - | [ 71 ]     |
| 41 | 01月23日 | 「約1分で解決 フラッシュ突破クイズ」                                  | - | - | [ 72 ]     |
| 41 | 01月23日 | File.1「突破交番」                                                    | - | 兼近大樹（EXIT）、岡部大（ハナコ）                                                                       | [ 72 ]     |
| 41 | 01月23日 | File.2「魔のトンネル」                                                | - | 磯山さやか、加賀翔（かが屋）、賀屋壮也（かが屋）（加賀翔、賀屋壮也）                                     | [ 72 ]     |
| 41 | 01月23日 | 奇跡の瞬間 芸能人突破劇                                               | - | - | [ 72 ]     |
| 42 | 01月30日 | File.1「突破交番」                                                    | 福田愛依、後藤拓実（四千頭身）                                                                                         | 兼近大樹（EXIT）                                                                                         | [ 73 ]     |
| 42 | 01月30日 | File.2「燃える高層マンション 気付かない住民たちを救い出せ!」          | 正垣湊都、秋山寛貴（ハナコ）、菊田竜大（ハナコ）、山添寛（相席スタート）、 おたけ（ジャングルポケット）                | - | [ 73 ]     |
| 42 | 01月30日 | File.3「突破レスキュー」                                              | 山崎莉里那、ワタリ119（キラキラ関係）、八木真澄（サバンナ）、なかやまきんに君                                          | - | [ 73 ]     |
| 43 | 02月06日 | File.1「人体ミステリー」                                              | 奈緒、磯山さやか | - | [ 74 ]     |
| 43 | 02月06日 | File.2「突破交番」                                                    | 高岸宏行（ティモンディ）                                                                                               | 木下彩音                                                                                                 | [ 74 ]     |
| 43 | 02月06日 | File.3「突破レスキュー」                                              | 中島健、平子祐希（アルコ&ピース）、庄司智春（品川庄司）                                                                | - | [ 74 ]     |
| 43 | 02月06日 | File.4「自衛隊突破」                                                  | 板橋駿谷、中村優一、アキラ100%                                                                                         | - | [ 74 ]     |
| 44 | 02月13日 | 「約1分で解決 フラッシュ突破クイズ」                                  | 3時のヒロイン（ゆめっち、かなで、福田麻貴）                                                                            | - | [ 75 ]     |
| 44 | 02月13日 | File.1「恐怖の底なし沼!のみ込まれた少年を助け出せ!」                  | 草薙航基（宮下草薙）、中尾暢樹                                                                                         | - | [ 75 ]     |
| 44 | 02月13日 | File.2「突破交番」                                                    | 加藤諒、松永有紗、りんたろー。（EXIT）                                                                                 | 兼近大樹（EXIT）、岡部大（ハナコ）                                                                       | [ 75 ]     |
| 44 | 02月13日 | 世界名作突破劇場                                                      | - | - | [ 75 ]     |
| 45 | 02月27日 | File.1「－20℃の雪山で遭難! 家族で生還せよ!」                          | 3時のヒロイン（ゆめっち、かなで、福田麻貴）                                                                            | - | [ 76 ]     |
| 45 | 02月27日 | File.2「タイムリミットは3時間！真夜中に10人分のO型血液を集めろ」      | 映美くらら | - | [ 76 ]     |
| 45 | 02月27日 | File.3「扉の向こうは闇カジノ」                                        | 岡本あずさ、りんたろー。（EXIT）                                                                                       | 兼近大樹（EXIT）、岡部大（ハナコ）                                                                       | [ 76 ]     |
| 46 | 03月05日 | 「約1分で解決 フラッシュ突破クイズ」                                  | - | - | [ 77 ]     |
| 46 | 03月05日 | File.1「ママチャリ大激走!」                                           | 川村ゆきえ、古川凛、渡辺江里子（阿佐ヶ谷姉妹）                                                                         | - | [ 77 ]     |
| 46 | 03月05日 | File.2「白昼のビル火災!逃げ遅れた女性を救え!」                        | 高田夏帆 | りんたろー。（EXIT）、都築拓紀（四千頭身）、石橋遼大（四千頭身）、秋山寛貴（ハナコ）、菊田竜大（ハナコ） | [ 77 ]     |
| 46 | 03月05日 | File.3「突破交番」                                                    | - | 兼近大樹 (EXIT) 、岡部大 (ハナコ) 、松陰寺太勇 (ぺこぱ) 、シュウペイ (ぺこぱ) 、木下彩音                 | [ 77 ]     |
| 47 | 03月12日 | ひらめき突破術!                                                       | - | - | [ 78 ]     |
| 47 | 03月12日 | File.1「タイムリミットは1日!盗まれた愛車を見つけ出せ!」               | 竹内まなぶ（カミナリ）、江野沢愛美                                                                                     | りんたろー。（EXIT）                                                                                     | [ 78 ]     |
| 47 | 03月12日 | File.2「悪条件だらけ!落下した作業員を引き上げろ!」                    | 太田博久（ジャングルポケット）、平野泰新（MAG!C☆PRINCE）、なかやまきんに君                                             | 菊田竜大（ハナコ）                                                                                       | [ 78 ]     |
| 48 | 03月19日 | File.1「人体ミステリー」                                              | 平野ノラ、中尾暢樹 | - | [ 79 ]     |
| 48 | 03月19日 | File.2「アメリカンポリス」                                            | アイクぬわら、ケイン・コスギ、パトリック・ハーラン（パックンマックン）                                                 | - | [ 79 ]     |
| 48 | 03月19日 | File.3「緊急レスキュー!滑落した重傷者を救出せよ!!」                   | 板垣瑞生、入江甚儀、村田秀亮（とろサーモン）                                                                           | - | [ 79 ]     |
| 48 | 03月19日 | File.4「突破交番SP」                                                  | シュウペイ（ぺこぱ）                                                                                                   | 岡部大（ハナコ）、岡本あずさ、松陰寺太勇（へこぱ）                                                       | [ 79 ]     |
| 49 | 04月09日 | File.1「熱血社長の執念の突破劇」                                      | 原田泰造、大幡しえり、阿岐之将一                                                                                       | - | [ 80 ]     |
| 49 | 04月09日 | File.2「突破交番」                                                    | 川田裕美、サンドウィッチマン、賀屋壮也（かが屋）、波瑠、りんたろー。（EXIT）                                           | 兼近大樹（EXIT）、磯山さやか、加賀翔（かが屋）、松陰寺太勇（へこぱ）、木下彩音                           | [ 80 ]     |
| 49 | 04月09日 | File.3「アメリカンポリス」                                            | ナタリー・エモンズ | アイクぬわら、ケイン・コスギ                                                                             | [ 80 ]     |
| 49 | 04月09日 | File.4「気づけば天才！ひらめき突破術！」                              | 3時のヒロイン（ゆめっち、かなで、福田麻貴）                                                                            | - | [ 80 ]     |
| 50 | 04月16日 | 伝説の張り紙                                                          | - | - | [ 81 ]     |
| 50 | 04月16日 | File.1「レスキュー」                                                  | 藤井武美、八木真澄（サバンナ）、なかやまきんに君、小見山直人（lol）                                                    | まんぷくユナイテッド                                                                                     | [ 81 ]     |
| 50 | 04月16日 | File.2「突破交番」                                                    | りんたろー。（EXIT）、シュウペイ（ぺこぱ）                                                                             | 兼近大樹（EXIT）、松陰寺太勇（へこぱ）、木下彩音                                                         | [ 81 ]     |
| 50 | 04月16日 | 奇跡の瞬間 芸能人突破劇                                               | - | - | [ 81 ]     |
| 51 | 05月07日 | File.1「突破交番人気巡査初登場集」                                    | - | 岡部大（ハナコ）、兼近大樹（EXIT）                                                                       | [ 82 ]     |
| 51 | 05月07日 | File.2「長野五輪会場上空を5色に彩れ!最高難度のフライトをクリアせよ!」 | - | - | [ 82 ]     |
| 51 | 05月07日 | File.3「300年の伝統を破り女性初のねぶた師の夢をつかみとれ！           | - | - | [ 82 ]     |
| 51 | 05月07日 | File.4「嵐にのまれた遭難線 大海原から乗務員を救出せよ！」             | - | - | [ 82 ]     |
| 52 | 05月14日 | File.1「人体ミステリーファイル」                                      | 片桐仁（ラーメンズ）、王林（りんご娘）                                                                                 | - | [ 83 ]     |
| 52 | 05月14日 | File.2「突破交番」                                                    | 松永有紗 | 岡部大（ハナコ）、松陰寺太勇（へこぱ）                                                                   | [ 83 ]     |
| 52 | 05月14日 | 奇跡の瞬間 芸能人突破劇                                               | - | - | [ 83 ]     |
| 53 | 05月21日 | File.1「伝説の張り紙」                                                | 3時のヒロイン（ゆめっち、かなで、福田麻貴）                                                                            | - | [ 84 ]     |
| 53 | 05月21日 | File.2「突破交番」                                                    | シュウペイ（ぺこぱ）                                                                                                   | 岡本あずさ、松陰寺太勇（へこぱ）、後藤拓実（四千頭身）                                                   | [ 84 ]     |
| 53 | 05月21日 | File.3「アメリカンポリス」                                            | - | アイクぬわら、ケイン・コスギ                                                                             | [ 84 ]     |
| 54 | 06月04日 | File.1「突破交番パート1」                                             | 加賀翔（かが屋）、加賀壮也（かが屋）、高岸宏行（ティモンディ）、木下彩音                                               | - | [ 85 ]     |
| 54 | 06月04日 | File.2「突破交番パート2」                                             | 岡本あずさ | 岡部大（ハナコ）                                                                                         | [ 85 ]     |
| 54 | 06月04日 | File.3「アメリカンポリス」                                            | アイクぬわら、ケイン・コスギ                                                                                           | - | [ 85 ]     |
| 54 | 06月04日 | File.4「日陰の男の執念の突破劇」                                      | 片桐仁、山下美月（乃木坂46）                                                                                           | - | [ 85 ]     |
| 55 | 06月11日 | File.1「伝説の張り紙」                                                | りんたろー。 | -（EXIT）、菊田竜大（ハナコ）                                                                            | [ 86 ]     |
| 55 | 06月11日 | File.2「人体ミステリーファイル」                                      | 3時のヒロイン（ゆめっち、かなで、福田麻貴）、片桐仁（ラーメンズ）                                                      | - | [ 86 ]     |
| 55 | 06月11日 | File.3「突破交番」                                                    | 岡本あずさ | 岡部大（ハナコ）、松陰寺太勇（へこぱ）、兼近大樹（EXIT）                                                 | [ 86 ]     |
| 56 | 06月18日 | File.1「伝説の張り紙」                                                | りんたろー。（EXIT）、菊田竜大（ハナコ）                                                                               | - | [ 87 ]     |
| 56 | 06月18日 | File.2「119番に無言の呼び!通報者の居場所を突き止めろ!」               | シュウペイ（ぺこぱ）、村田秀亮（とろサーモン）、久間田琳加                                                             | - | [ 87 ]     |
| 56 | 06月18日 | File.3「突破刑事」                                                    | 加藤諒 | 岡部大（ハナコ）、松陰寺太勇（へこぱ）、兼近大樹（EXIT）                                                 | [ 87 ]     |
| 57 | 07月02日 | File.1「突破ドクターの人体ミステリーファイル」                        | 岩田絵里奈（日本テレビアナウンサー）、3時のヒロイン（ゆめっち、かなで、福田麻貴）、山下美月（乃木坂46）、平野ノラ      | - | [ 88 ]     |
| 57 | 07月02日 | File.2「突破交番」                                                    | りんたろー。（EXIT）、丸山桂里奈、ブラゴーリ                                                                           | 岡部大（ハナコ）、兼近大樹（EXIT）、木下彩音                                                             | [ 88 ]     |
| 57 | 07月02日 | File.3「アメリカンポリス」                                            | アイクぬわら、ケイン・コスギ、パトリック・ハーラン（パックンマックン）                                                 | - | [ 88 ]     |
| 57 | 07月02日 | File.4「レスキュー」                                                  | あらい美生、内海崇（ミルクボーイ）、鈴木仁、なかやまきんに君、駒場孝（ミルクボーイ）                                   | - | [ 88 ]     |
| 58 | 07月09日 | File.1「伝説の張り紙」                                                | 3時のヒロイン（ゆめっち、かなで、福田麻貴）                                                                            | - | [ 89 ]     |
| 58 | 07月09日 | File.2「レスキュー」                                                  | 庄司智春（品川庄司）、中島健、村上佳菜子                                                                               | - | [ 89 ]     |
| 58 | 07月09日 | File.3「突破交番」                                                    | りんたろー。（EXIT）、久住小春、賀屋壮也（かが屋）、磯山さやか、シュウペイ（ぺこぱ）                                   | 岡部大（ハナコ）、兼近大樹（EXIT）、加賀翔（かが屋）                                                     | [ 89 ]     |
| 59 | 07月16日 | File.1「突破ドクターの人体ミステリーファイル」                        | 大原優乃、川津明日香、雛形あきこ、ゆきぽよ                                                                             | - | [ 90 ]     |
| 59 | 07月16日 | File.2「突破交番」                                                    | 高岸宏行（ティモンディ）、りんたろー。（EXIT）                                                                         | 兼近大樹（EXIT）、木下彩音                                                                               | [ 90 ]     |
| 59 | 07月16日 | 奇跡の瞬間「芸能人の突破劇」                                          | - | - | [ 90 ]     |
| 60 | 08月13日 | File.1「修理中の悲劇! 車に挟まれた男性を救い出せ!」                   | 桜木那智、佐々木久美（日向坂46）、富田鈴花（日向坂46）、石橋遼大（四千頭身）、都築拓紀（四千頭身）、磯山さやか         | - | [ 91 ]     |
| 60 | 08月13日 | File.2「アメリカンポリス」                                            | アイクぬわら、ケイン・コスギ、チャド・マレーン                                                                         | - | [ 91 ]     |
| 60 | 08月13日 | File.3「突破交番」                                                    | 加藤諒、後藤拓実（四千頭身）、りんたろー。（EXIT）                                                                     | 岡部大（ハナコ）、松陰寺太勇（へこぱ）、 岡本あずさ                                                      | [ 91 ]     |
| 60 | 08月13日 | File.4「レスキュー」                                                  | 村田秀亮（とろサーモン）、中島健、賀屋壮也（かが屋）                                                                   | - | [ 91 ]     |
| 61 | 09月03日 | File.1「伝説の張り紙」                                                | シュウペイ（ぺこぱ）、沙羅                                                                                             | - | [ 92 ]     |
| 61 | 09月03日 | File.2「突破交番」                                                    | りんたろー。（EXIT）、秋山寛貴（ハナコ）、菊田竜大（ハナコ）                                                           | 岡部大（ハナコ）、兼近大樹（EXIT）、岡本あずさ                                                           | [ 92 ]     |
| 61 | 09月03日 | File.2.5「アメリカンポリス」                                          | - | アイクぬわら、ケイン・コスギ、チャド・マレーン                                                           | [ 92 ]     |
| 61 | 09月03日 | File.3「レスキュー」                                                  | 松川尚瑠輝、岡野真也、横山涼                                                                                           | 村田秀亮（とろサーモン）、シュウペイ（ぺこぱ）、なかやまきんに君                                         | [ 92 ]     |
| 61 | 09月03日 | 奇跡の瞬間「仰天の突破劇」                                            | - | - | [ 92 ]     |
| 62 | 09月24日 | 伝説の張り紙                                                          | 3時のヒロイン（ゆめっち、かなで、福田麻貴）                                                                            | - | [ 93 ]     |
| 62 | 09月24日 | File.1「田舎町が戦慄!狂気の郵便局強盗を撃退せよ!」                    | 渡邉美穂（日向坂46）、秋山寛貴（ハナコ）、菊田竜大（ハナコ）                                                           | - | [ 93 ]     |
| 62 | 09月24日 | File.2「突破交番」                                                    | - | 岡部大（ハナコ）、兼近大樹（EXIT）、松陰寺太勇（へこぱ)、木下彩音、ネイチャーバーガー                    | [ 93 ]     |
| 62 | 09月24日 | 奇跡の瞬間「仰天の突破劇」                                            | - | - | [ 93 ]     |
| 63 | 10月01日 | File.1「絶望のパニックオーシャン」                                    | 武田玲奈、中尾暢樹、草薙航基（宮下草薙）、宮下兼史鷹（宮下草薙）                                                       | - | [ 94 ]     |
| 63 | 10月01日 | File.2「突破交番」                                                    | 菊田竜大（ハナコ）、高岸宏行（ティモンディ）、前田裕太（ティモンディ）                                                 | 兼近大樹（EXIT）、木下彩音                                                                               | [ 94 ]     |
| 63 | 10月01日 | File.3「アメリカンポリス」                                            | アヤカウィルソン | アイクぬわら、ケイン・コスギ                                                                             | [ 94 ]     |
| 63 | 10月01日 | File.4「恐怖の山林火災から村を守れ!」                                 | りんたろー。（EXIT）、奈緒、賀屋壮也（かが屋）                                                                         | - | [ 94 ]     |
| 64 | 10月15日 | 伝説の張り紙                                                          | 平野ノラ、カイ（超特急）                                                                                               | - | [ 95 ]     |
| 64 | 10月15日 | File.1「突破交番」                                                    | 岡本あずさ | 岡部大（ハナコ）、後藤拓実（四千頭身）                                                                   | [ 95 ]     |
| 64 | 10月15日 | File.2「レスキュー隊」                                                | 武田航平、りんたろー。（EXIT）                                                                                         | 村田秀亮（とろサーモン）、中島健、なかやまきんに君                                                       | [ 95 ]     |
| 64 | 10月15日 | 奇跡の瞬間                                                            | - | - | [ 95 ]     |
| 65 | 10月29日 | 伝説の張り紙                                                          | 生見愛瑠、りんたろー。（EXIT）                                                                                         | - | [ 96 ]     |
| 65 | 10月29日 | File.1「人体ミステリー」                                              | 高田夏帆、山下美月（乃木坂46）、かなで（3時のヒロイン）                                                                | シュウペイ（ぺこぱ）                                                                                     | [ 96 ]     |
| 65 | 10月29日 | File.2「突破交番」                                                    | - | 岡部大（ハナコ）、兼近大樹（EXIT）、松陰寺太勇（へこぱ）、岡本あずさ                                     | [ 96 ]     |
| 66 | 11月05日 | File.1「地上115m! 電波塔の大火災を鎮火せよ!」                         | 平子祐希（アルコ&ピース）、豆原一成（JO1）                                                                             | シュウペイ（ぺこぱ）                                                                                     | [ 97 ]     |
| 66 | 11月05日 | File.2「突破交番」                                                    | りんたろー。（EXIT）                                                                                                   | 兼近大樹（EXIT）、木下彩音、後藤拓実（四千頭身）                                                         | [ 97 ]     |
| 66 | 11月05日 | 伝説の張り紙                                                          | シュウペイ（ぺこぱ）、初芝清                                                                                           | 松陰寺太勇（へこぱ）                                                                                     | [ 97 ]     |
| 67 | 11月12日 | 伝説の張り紙                                                          | サーヤ（ラランド）、ニシダ（ラランド）、賀屋壮也（かが屋）                                                             | - | [ 98 ]     |
| 67 | 11月12日 | File.1「アメリカンポリス」                                            | ダコタ・ローズ、パトリック・ハーラン（パックンマックン）                                                               | アイクぬわら、チャド・マレーン                                                                           | [ 98 ]     |
| 67 | 11月12日 | File.2「突破交番」                                                    | 高田秋、菊田竜大（ハナコ）、秋山寛貴（ハナコ）                                                                         | 岡部大（ハナコ）、兼近大樹（EXIT）、木下彩音                                                             | [ 98 ]     |
| 67 | 11月12日 | File.3「レスキュー隊」                                                | - | 村田秀亮（とろサーモン）、中島健、なかやまきんに君                                                       | [ 98 ]     |
| 68 | 12月03日 | File.1「突破家族の事件簿」                                            | 生見愛瑠 | シュウペイ（ぺこぱ）                                                                                     | [ 99 ]     |
| 68 | 12月03日 | File.2「救命救急SP」                                                  | 梅澤美波（乃木坂46）、武田玲奈、竹内まなぶ（カミナリ）、岩田絵里奈（日本テレビアナウンサー）                           | - | [ 99 ]     |
| 68 | 12月03日 | File.3「突破交番」                                                    | - | 兼近大樹（EXIT）、木下彩音、松陰寺太勇（へこぱ）、りんたろー。（EXIT）                                   | [ 99 ]     |
| 68 | 12月03日 | File.4「陸上自衛隊」                                                  | 高田夏帆、岩橋道子、松﨑亮                                                                                             | 濱田龍臣、板橋駿谷                                                                                       | [ 99 ]     |
| 69 | 12月17日 | File.1「空港税関SP」                                                  | 斉藤慎二（ジャングルポケット）、高田夏帆                                                                               | - | [ 100 ]    |
| 69 | 12月17日 | File.2「突破交番」                                                    | - | 岡部大（ハナコ）、兼近大樹（EXIT）、磯山さやか、松陰寺太勇（へこぱ）、りんたろー。（EXIT）               | [ 100 ]    |
| 69 | 12月17日 | File.3「突如家に車が突っ込んでガス管崩壊…どう突破した？」             | - | シュウペイ（ぺこぱ）                                                                                     | [ 100 ]    |
| 70 | 12月24日 | File.1「突破交番」                                                    | - | 高岸宏行（ティモンディ）、兼近大樹（EXIT）、りんたろー。（EXIT）、岡部大（ハナコ）、木下彩音             | [ 101 ]    |
| 70 | 12月24日 | File.2「家族が襲う落石! 全員の命を守り抜け」                          | 竹内まなぶ（カミナリ）、北原里英、菊田竜大（ハナコ）、石橋遼大（四千頭身）、土佐卓也（土佐兄弟）、土佐有輝（土佐兄弟） | - | [ 101 ]    |
| 70 | 12月24日 | File.3「家族で九死に一生」                                            | サーヤ（ラランド） | シュウペイ（ぺこぱ）                                                                                     | [ 101 ]    |

#### 2021年
| 回  | 放送日   | タイトル                                                     | 主演 | 主な出演者 | 出典・備考        |
| --- | -------- | ------------------------------------------------------------ | --- | --- | ----------------- |
| 71  | 01月07日 | File.1「寝室に強盗犯が乱入…武器なしでどう撃退する?」         | - | サーヤ（ラランド）、シュウペイ（ぺこぱ） | [ 102 ]           |
| 71  | 01月07日 | File.2「アメリカンポリス」                                   | ダコタ・ローズ | アイクぬわら、ケイン・コスギ、チャド・マーレン                                                                                               | [ 102 ]           |
| 71  | 01月07日 | File.3「突破交番」                                           | サンドウィッチマン、菊田竜大（ハナコ）、石橋遼大（四千頭身）、齊藤京子（日向坂46）、高本彩花（日向坂46）、浜辺美波 | 磯山さやか、木下彩音、岡本あずさ、岡部大（ハナコ）、兼近大樹（EXIT）、松陰寺太勇（ぺこぱ）、後藤拓実（四千頭身）                             | [ 102 ]           |
| 71  | 01月07日 | File.4「レスキュー隊」                                       | 福原遥 | 村田秀亮（とろサーモン）、中島健、なかやまきんに君                                                                                           | [ 102 ]           |
| 72  | 01月14日 | File.1「病院で大火災!動けない子どもたちを救え!!」            | 堀田茜、丸山礼 | 村田秀亮（とろサーモン） | [ 103 ]           |
| 72  | 01月14日 | File.2「車ごと転落!恐怖の谷底から生還せよ!」                 | 片桐仁（ラーメンズ）、梅澤美波（乃木坂46）、バービー                                                               | - | [ 103 ]           |
| 72  | 01月14日 | File.3「奇跡の瞬間」                                         | - | りんたろー。（EXIT） | [ 103 ]           |
| 73  | 01月28日 | File.1「人体ミステリー」                                     | 堀田茜、荒川（エルフ）                                                                                             | 磯山さやか | [ 104 ]           |
| 73  | 01月28日 | File.2「突破交番」                                           | 生見愛瑠、松永有紗                                                                                                 | りんたろー。（EXIT）、兼近大樹（EXIT）、松陰寺太勇（へこぱ）                                                                                 | [ 104 ]           |
| 73  | 01月28日 | File.3「奇跡の瞬間」                                         | - | - | [ 104 ]           |
| 74  | 02月04日 | File.1「空港税関」                                           | 高田夏帆、影山優佳（日向坂46）                                                                                     | 斉藤慎二（ジャングルポケット） | [ 105 ]           |
| 74  | 02月04日 | File.2「突破交番」                                           | 土佐有輝（土佐兄弟）                                                                                               | 兼近大樹（EXIT）、松陰寺太勇（ぺこぱ）、木下彩音                                                                                             | [ 105 ]           |
| 75  | 02月11日 | 伝説の看板                                                   | - | シュウペイ（ぺこぱ）、サーヤ（ラランド） | [ 106 ]           |
| 75  | 02月11日 | File.1「突破交番」                                           | 遠藤章造（ココリコ）、田中直樹（ココリコ）、新條由芽、貴島明日香、松永有紗                                         | りんたろー。（EXIT）、兼近大樹（EXIT）、岡部大（ハナコ）、木下彩音                                                                           | [ 106 ]           |
| 75  | 02月11日 | File.2「突破救出」                                           | 王林（りんご娘）、賀屋壮也（かが屋）、柾木玲弥                                                                     | 村田秀亮（とろサーモン） | [ 106 ]           |
| 75  | 02月11日 | File.3「突破レスキュー隊」                                   | 水谷果穂、菊田竜大（ハナコ）                                                                                       | なかやまきんに君、シュウペイ（ぺこぱ） | [ 106 ]           |
| 76  | 02月25日 | File.1「突破レスキュー隊」                                   | - | 佐々木久美（日向坂46）、高岸宏行（ティモンディ）、アキラ100%、村田秀亮（とろサーモン）、なかやまきんに君、東啓介                             | [ 107 ]           |
| 76  | 02月25日 | File.2「突破交番」                                           | - | 兼近大樹（EXIT）、松陰寺太勇（へこぱ）、岡部大（ハナコ）、木下彩音                                                                           | [ 107 ]           |
| 76  | 02月25日 | File.3「車道で倒れた女性が…危険な走行車からどう守る?」       | 村上佳菜子 | シュウペイ（ぺこぱ） | [ 107 ]           |
| 77  | 03月04日 | File.1「突破劇」                                             | 村上佳菜子 | シュウペイ（ぺこぱ）、りんたろー。（EXIT）                                                                                                   | [ 108 ]           |
| 77  | 03月04日 | File.2「突破交番」                                           | - | 菊田竜大（ハナコ）、シュウペイ（ぺこぱ）、兼近大樹（EXIT）、松陰寺太勇（ぺこぱ）、木下彩音                                                   | [ 108 ]           |
| 77  | 03月04日 | File.3「草薙アルバイト」                                     | 草薙航基（宮下草薙）                                                                                               | 加藤史帆（日向坂46）、宮下兼史鷹（宮下草薙）、押田岳                                                                                         | [ 108 ]           |
| 78  | 03月18日 | File.1「空港税関」                                           | 高田夏帆、柏木由紀（AKB48）                                                                                        | 斉藤慎二（ジャングルポケット） | [ 109 ]           |
| 78  | 03月18日 | File.2「突破交番」                                           | 下野紘 | りんたろー。（EXIT）、松陰寺太勇（ぺこぱ）、岡部大（ハナコ）、土佐有輝（土佐兄弟）、木下彩音                                                 | [ 109 ]           |
| 79  | 04月08日 | File.1「突破ドクターの人体ミステリーファイル」               | 安倍乙、賀屋壮也（かが屋）、堀田茜、吉住                                                                           | - | [ 110 ]           |
| 79  | 04月08日 | File.2「アメリカンポリス」                                   | アレクサンダー、エリザベス・ハードキャッスル                                                                       | アイクぬわら、ケイン・コスギ、チャド・マレーン                                                                                               | [ 110 ]           |
| 79  | 04月08日 | File.3「突破交番」                                           | 都築拓紀（四千頭身）、広瀬すず、櫻井翔（嵐）                                                                       | りんたろー。（EXIT）、兼近大樹（EXIT）、松陰寺太勇（へこぱ）、岡部大（ハナコ）、木下彩音                                                     | [ 110 ]           |
| 79  | 04月08日 | File.4「街中に潜むキケン突破SP」                             | 村上佳菜子 | シュウペイ（ぺこぱ） | [ 110 ]           |
| 80  | 04月22日 | File.1「絶体絶命！凶暴熊から子どもたちを守れ!」              | 大島由香里、屋敷裕政（ニューヨーク）、嶋佐和也（ニューヨーク）                                                     | - | [ 111 ]           |
| 80  | 04月22日 | File.2「突破交番」                                           | サーヤ（ラランド）                                                                                                 | 菊田竜大（ハナコ）、松陰寺太勇（ぺこぱ）、岡部大（ハナコ）                                                                                   | [ 111 ]           |
| 80  | 04月22日 | File.3「都心部に出没！アーバンイノシシから菜園をどう守る？」 | ヒコロヒー | シュウペイ（ぺこぱ） | [ 111 ]           |
| 81  | 05月06日 | File.1「突破交番」                                           | 井戸田潤（スピードワゴン）、高田秋                                                                                 | りんたろー。（EXIT）、兼近大樹（EXIT）、松陰寺太勇（ぺこぱ）、岡部大（ハナコ）、磯山さやか                                                   | [ 112 ]           |
| 81  | 05月06日 | File.2「陸上自衛隊」                                         | 徳永えり、坂口涼太郎、坪倉由幸（我が家）                                                                           | シュウペイ（ぺこぱ）、濱田龍臣 | [ 112 ]           |
| 81  | 05月06日 | File.3「アメリカンポリス」                                   | ダコタ・ローズ | アイクぬわら、ケイン・コスギ、チャド・マレーン                                                                                               | [ 112 ]           |
| 81  | 05月06日 | File.4「奇跡の瞬間」                                         | - | - | [ 112 ]           |
| 82  | 05月13日 | File.1「人体ミステリー」                                     | 石橋遼大（四千頭身）、豊島心桜、梅澤美波（乃木坂46）、吉住                                                         | - | [ 113 ]           |
| 82  | 05月13日 | File.2「突破交番」                                           | - | シュウペイ（ぺこぱ）、りんたろー。（EXIT）、兼近大樹（EXIT）、松陰寺太勇（ぺこぱ）、岡部大（ハナコ）、木下彩音                               | [ 113 ]           |
| 82  | 05月13日 | File.3「奇跡の瞬間」                                         | - | - | [ 113 ]           |
| 83  | 05月20日 | File.1「空港税関」                                           | 影山優佳（日向坂46）                                                                                               | 高田夏帆、斉藤慎二（ジャングルポケット） | [ 114 ]           |
| 83  | 05月20日 | File.2「突破交番」                                           | 石橋遼大（四千頭身）                                                                                               | りんたろー。（EXIT）、兼近大樹（EXIT）、松陰寺太勇（ぺこぱ）、岡本あずさ                                                                     | [ 114 ]           |
| 84  | 05月27日 | File.1「古井戸に転落…命の危機が迫る娘を救い出せ！」          | 高橋ユウ、竹内まなぶ（カミナリ）、もう中学生                                                                       | - | [ 115 ]           |
| 84  | 05月27日 | File.2「突破交番」                                           | 新條由芽、市來玲奈（日本テレビアナウンサー）、菊田竜大（ハナコ）、古田愛理                                         | りんたろー。（EXIT）、兼近大樹（EXIT）、松陰寺太勇（ぺこぱ）、岡部大（ハナコ）                                                               | [ 115 ]           |
| 84  | 05月27日 | File.3「奇跡の瞬間」                                         | - | - | [ 115 ]           |
| 85  | 06月10日 | File.1「人体ミステリー」                                     | 水谷果穂、たける（東京ホテイソン）、オカリナ（おかずクラブ）                                                       | 梅澤美波（乃木坂46） | [ 30 ]            |
| 85  | 06月10日 | File.2「自衛隊シリーズ」                                     | 武田玲奈、西村瑞樹（バイきんぐ）、山口智充、入江甚儀、福山翔大                                                     | - | [ 30 ]            |
| 85  | 06月10日 | File.3「突破交番」                                           | ヒコロヒー、勝地涼、中村蒼                                                                                         | 兼近大樹（EXIT）、木下彩音、松陰寺太勇（ぺこぱ）、岡部大（ハナコ）、りんたろー。（EXIT）                                                     | [ 30 ]            |
| 85  | 06月10日 | その手があったか ひらめきトッパーマン                        | - | - | [ 30 ]            |
| 86  | 06月17日 | File.1「突破交番」                                           | とにかく明るい安村                                                                                                 | りんたろー。（EXIT）、兼近大樹（EXIT）、岡本あずさ、松陰寺太勇（ぺこぱ）                                                                     | [ 116 ]           |
| 86  | 06月17日 | File.2「草薙アルバイト」                                     | 鈴木康介 | 草薙航基（宮下草薙）、宮下兼史鷹（宮下草薙）                                                                                                 | [ 116 ]           |
| 86  | 06月17日 | 夏の特別編！突破交番SP                                       | 菊田竜大（ハナコ）                                                                                                 | 兼近大樹（EXIT）、岡本あずさ、松陰寺太勇（ぺこぱ）、岡部大（ハナコ）                                                                         | [ 116 ]           |
| 86  | 06月17日 | 奇跡の瞬間「芸能人の突破劇」                                 | - | - | [ 116 ]           |
| 87  | 06月24日 | File.1「人体ミステリー」                                     | 松尾美佑（乃木坂46）                                                                                               | 堀田茜、吉住 | [ 117 ]           |
| 87  | 06月24日 | File.2「突破交番」                                           | 傳谷英里香、金村美玖（日向坂46）、後藤拓実（四千頭身）、土佐有輝（土佐兄弟）                                       | シュウペイ（ぺこぱ）、岡部大（ハナコ）、りんたろー。（EXIT）                                                                                 | [ 117 ]           |
| 87  | 06月24日 | その手があったか ひらめきトッパーマン                        | - | - | [ 117 ]           |
| 88  | 07月08日 | File.1「空港税関」                                           | 鶴房汐恩（JO1） | 影山優佳（日向坂46）、高田夏帆、斉藤慎二（ジャングルポケット）                                                                               | [ 118 ]           |
| 88  | 07月08日 | その手があったか ひらめきトッパーマン                        | - | - | [ 118 ]           |
| 88  | 07月08日 | File.2「突破交番」                                           | 生見愛瑠、新條由芽、三浦翔平                                                                                       | りんたろー。（EXIT）、兼近大樹（EXIT）、松陰寺太勇（ぺこぱ）、岡部大（ハナコ）                                                               | [ 118 ]           |
| 89  | 07月15日 | File.1「突破交番」                                           | 古田愛理、賀屋壮也（かが屋）                                                                                       | 加賀翔（かが屋）、磯山さやか | [ 119 ]           |
| 89  | 07月15日 | 「日本刀を振り回す 強盗犯を捕まえろ!」                       | 木村慧人（FANTASTICS from EXILE TRIBE）                                                                            | 草薙航基（宮下草薙）、宮下兼史鷹（宮下草薙）                                                                                                 | [ 119 ]           |
| 89  | 07月15日 | File.2「空港税関」                                           | - | 影山優佳（日向坂46）、高田夏帆、斉藤慎二（ジャングルポケット）                                                                               | [ 119 ]           |
| 90  | 07月22日 | ほぼ3周年!突破ファイル感謝祭                                 | ほぼ3周年!突破ファイル感謝祭                                                                                       | ほぼ3周年!突破ファイル感謝祭 |                   |
| 91  | 08月12日 | File.1「突破交番」                                           | シュウペイ（ぺこぱ）、こがけん（おいでやすこが）                                                                   | りんたろー。（EXIT）、兼近大樹（EXIT）、木下彩音、松陰寺太勇（ぺこぱ）                                                                       | [ 120 ] [ 注 33 ] |
| 91  | 08月12日 | File.2「絶体絶命!川にのまれた男性を救え!」                   | もう中学生、竹内まなぶ（カミナリ）、高橋ユウ、坪根悠仁                                                             | - | [ 120 ] [ 注 33 ] |
| 91  | 08月12日 | その手があったか ひらめきトッパーマン                        | - | - | [ 120 ] [ 注 33 ] |
| 92  | 08月19日 | File.1「突破交番」                                           | 水谷果穂、加賀壮也（かが屋）                                                                                       | 加賀翔（かが屋）、磯山さやか、岡部大（ハナコ）、岡本あずさ                                                                                   | [ 122 ]           |
| 92  | 08月19日 | File.2「突破市役所 なんでもスグやる課」                      | 野田クリスタル（マヂカルラブリー）、村上（マヂカルラブリー）、筧美和子                                             | - | [ 122 ]           |
| 92  | 08月19日 | その手があったか ひらめきトッパーマン                        | - | - | [ 122 ]           |
| 93  | 08月26日 | File.1「突破交番」                                           | 松尾駿（チョコレートプラネット）、長田庄平（チョコレートプラネット）、岡本あずさ、傳谷英里香                       | - | [ 123 ]           |
| 93  | 08月26日 | File.2「草薙アルバイト」                                     | 橋本マナミ、曽田陵介                                                                                               | 宮下兼史鷹（宮下草薙）、草薙航基（宮下草薙）                                                                                                 | [ 123 ]           |
| 93  | 08月26日 | その手があったか ひらめきトッパーマン                        | - | - | [ 123 ]           |
| 94  | 09月09日 | File.1「突破交番」                                           | 菊田竜大（ハナコ）、とにかく明るい安村                                                                             | 新條由芽、松陰寺太勇（ぺこぱ）、岡部大（ハナコ）                                                                                             | [ 124 ]           |
| 94  | 09月09日 | File.2「草薙アルバイト」                                     | 加藤史帆（日向坂46）、福山翔大                                                                                     | 草薙航基（宮下草薙）、宮下兼史鷹（宮下草薙）                                                                                                 | [ 124 ]           |
| 94  | 09月09日 | その手があったか ひらめきトッパーマン                        | - | - | [ 124 ]           |
| 95  | 09月16日 | File.1「人体ミステリー」                                     | 石橋遼大（四千頭身）、柴田柚菜（乃木坂46）                                                                         | 梅澤美波（乃木坂46）、吉住 | [ 125 ]           |
| 95  | 09月16日 | File.2「突破交番」                                           | シュウペイ（ぺこぱ）、水谷果穂                                                                                     | 松陰寺太勇（ぺこぱ）、兼近大樹（EXIT）、磯山さやか                                                                                           | [ 125 ]           |
| 95  | 09月16日 | 奇跡の瞬間「芸能人の突破劇」                                 | - | - | [ 125 ]           |
| 96  | 09月30日 | File.1「注文の多すぎる突破狭小自宅」                         | おいでやす小田（おいでやすこが）、水谷果穂、こがけん（おいでやすこが）                                             | - | [ 126 ]           |
| 96  | 09月30日 | File.2「突破交番」                                           | 遊井亮子、りんたろー。（EXIT）、田中圭                                                                             | 松陰寺太勇（ぺこぱ）、兼近大樹（EXIT）、後藤拓実（四千頭身）、岡本あずさ                                                                     | [ 126 ]           |
| 96  | 09月30日 | File.3「突破レスキュー隊SP」                                 | 遠山景織子、松田リマ、市來玲奈（日本テレビアナウンサー）                                                           | シュウペイ（ぺこぱ）、村田秀亮（とろサーモン）、濱田龍臣、横山涼                                                                             | [ 126 ]           |
| 96  | 09月30日 | 奇跡の瞬間「有名人の突破劇」                                 | - | - | [ 126 ]           |
| 97  | 10月14日 | File.1「突破交番」                                           | 生見愛瑠、シュウペイ（ぺこぱ）                                                                                     | サンドウィッチマン（伊達みきお、富澤たけし）、りんたろー。（EXIT）、兼近大樹（EXIT）、松陰寺太勇（ぺこぱ）、岡部大（ハナコ）、木下彩音       | [ 127 ]           |
| 97  | 10月14日 | File.2「空港税関」                                           | 豆原一成（JO1）、イワクラ（蛙亭）、川津明日香                                                                      | 斉藤慎二（ジャングルポケット） | [ 127 ]           |
| 98  | 10月21日 | File.1「突破交番」                                           | 増田貴久（NEWS）                                                                                                   | りんたろー。（EXIT）、兼近大樹（EXIT）岡部大（ハナコ）、シュウペイ（ぺこぱ）、岡本あずさ、木下彩音                                           | [ 129 ]           |
| 98  | 10月21日 | File.2「突破市役所 なんでもスグやる課」                      | 野田クリスタル（マヂカルラブリー）、村上（マヂカルラブリー）、筧美和子                                             | - | [ 129 ]           |
| 98  | 10月21日 | その手があったか ひらめきトッパーマン                        | - | - | [ 129 ]           |
| 99  | 10月28日 | File.1「空港税関」                                           | イワクラ（蛙亭）、川津明日香                                                                                       | 斉藤慎二（ジャングルポケット）、豆原一成（JO1）                                                                                              | [ 130 ]           |
| 99  | 10月28日 | File.2「突破レスキュー隊」                                   | 坪根悠仁、アキラ100%、桜井日奈子                                                                                   | 村田秀亮（とろサーモン）、賀屋壮也（かが屋）                                                                                                 | [ 130 ]           |
| 99  | 10月28日 | File.3「突破交番」                                           | とにかく明るい安村、ももいろクローバーZ（百田夏菜子、玉井詩織、佐々木彩夏、高城れに）、髙田真希                    | サンドウィッチマン、りんたろー。（EXIT）、兼近大樹（EXIT）、岡部大（ハナコ）、松陰寺太勇（ぺこぱ）、シュウペイ（ぺこぱ）、新條由芽、木下彩音 | [ 130 ]           |
| 99  | 10月28日 | その手があったか ひらめきトッパーマン                        | - | - | [ 130 ]           |
| 100 | 11月18日 | File.1「遭難した山から執念の脱出劇」                         | 井上咲楽 | もう中学生、竹内まなぶ（カミナリ）、高橋ユウ                                                                                                 | [ 131 ]           |
| 100 | 11月18日 | File.2「突破交番」                                           | 遠藤章造（ココリコ）、田中直樹（ココリコ）、せいや（霜降り明星）、古田新太                                         | りんたろー。（EXIT）、兼近大樹（EXIT）、岡部大（ハナコ）、松陰寺太勇（ぺこぱ）、シュウペイ（ぺこぱ）、新條由芽                               | [ 131 ]           |
| 100 | 11月18日 | File.3「アメリカンポリス」                                   | May J.、トリンドル玲奈、トリンドル瑠奈                                                                             | アイクぬわら、ケイン・コスギ | [ 131 ]           |
| 100 | 11月18日 | その手があったか ひらめきトッパーマン                        | - | - | [ 131 ]           |
| 101 | 11月25日 | File.1「草薙アルバイト」                                     | 柾木玲弥、小高サラ                                                                                                 | 草薙航基（宮下草薙）、宮下兼史鷹（宮下草薙）                                                                                                 | [ 132 ]           |
| 101 | 11月25日 | File.2「突破交番」                                           | 長谷川雅紀（錦鯉）、渡辺隆（錦鯉）                                                                                 | 兼近大樹（EXIT）、松陰寺太勇（ぺこぱ）、シュウペイ（ぺこぱ）、岡本あずさ                                                                     | [ 132 ]           |
| 101 | 11月25日 | その手があったか ひらめきトッパーマン                        | - | - | [ 132 ]           |
| 102 | 12月02日 | File.1「人体ミステリー」                                     | 工藤美桜、坂井良多（鬼越トマホーク）、金ちゃん（鬼越トマホーク）、岡田結実                                         | オカリナ（おかずクラブ） | [ 133 ]           |
| 102 | 12月02日 | File.2「突破交番」                                           | 袴田吉彦、片桐仁、金澤美穂、中尾暢樹、大友花恋                                                                     | りんたろー。（EXIT）、兼近大樹（EXIT）、岡部大（ハナコ）、松陰寺太勇（ぺこぱ）、シュウペイ（ぺこぱ）、木下彩音                               | [ 133 ]           |
| 102 | 12月02日 | 奇跡の瞬間「芸能人の突破劇」                                 | - | - | [ 133 ]           |
| 103 | 12月16日 | File.1「空港税関」                                           | 柏木由紀（AKB48）                                                                                                  | 高田夏帆、斉藤慎二（ジャングルポケット） | [ 134 ]           |
| 103 | 12月16日 | File.2「突破交番」                                           | 菊田竜大（ハナコ）、あばれる君                                                                                     | 岡部大（ハナコ）、岡本あずさ | [ 134 ]           |
| 103 | 12月16日 | その手があったか ひらめきトッパーマン                        | - | - | [ 134 ]           |
| 104 | 12月30日 | File.1「突破市役所 なんでもスグやる課」                      | 生駒里奈（元乃木坂46）、沙羅、長谷川雅紀（錦鯉）、渡辺隆（錦鯉）                                                   | 野田クリスタル（マヂカルラブリー）、村上（マヂカルラブリー）                                                                                 | [ 135 ]           |
| 104 | 12月30日 | File.2「突破交番」                                           | 内村光良（ウッチャンナンチャン）、波瑠、西内ひろ、菊田竜大（ハナコ）                                               | りんたろー。（EXIT）、兼近大樹（EXIT）、松陰寺太勇（ぺこぱ）、岡部大（ハナコ）、加賀翔（かが屋）、後藤拓実（四千頭身）、木下彩音、岡本あずさ | [ 135 ]           |
| 104 | 12月30日 | File.3「突破自衛隊」                                         | 王林（りんご娘）、小島藤子、坂口涼太郎、筧利夫、入江甚儀                                                           | 濱田龍臣、シュウペイ（ぺこぱ） | [ 135 ]           |
| 104 | 12月30日 | その手があったか ひらめきトッパーマン                        | - | - | [ 135 ]           |

#### 2022年
| 回  | 放送日   | タイトル                                                                      | 主演                                                                                         | 主な出演者 | 出典・備考 |
| --- | -------- | ----------------------------------------------------------------------------- | -------------------------------------------------------------------------------------------- | --- | ---------- |
| 105 | 1月13日  | File.1「突破交番」                                                            | とにかく明るい安村                                                                           | りんたろー。（EXIT）、兼近大樹（EXIT）、松陰寺太勇（ぺこぱ）、シュウペイ（ぺこぱ）、木下彩音                                                               | [ 136 ]    |
| 105 | 1月13日  | File.2「突破市役所 なんでもスグやる課」                                       | -                                                                                            | 野田クリスタル（マヂカルラブリー）、筧美和子、村上（マヂカルラブリー）                                                                                     | [ 136 ]    |
| 105 | 1月13日  | その手があったか ひらめきトッパーマン                                         | -                                                                                            | - | [ 136 ]    |
| 106 | 1月27日  | File.1「注文の多すぎる突破狭小自宅」                                          | 脇知弘                                                                                       | おいでやす小田（おいでやすこが）、水谷果穂、こがけん（おいでやすこが）                                                                                     | [ 137 ]    |
| 106 | 1月27日  | File.2「突破交番」                                                            | じろう（シソンヌ）                                                                           | りんたろー。（EXIT）、兼近大樹（EXIT）、松陰寺太勇（ぺこぱ）、岡部大（ハナコ）、シュウペイ（ぺこぱ）、新條由                                               | [ 137 ]    |
| 106 | 1月27日  | その手があったか ひらめきトッパーマン                                         | -                                                                                            | - | [ 137 ]    |
| 107 | 2月3日   | File.1「空港税関」                                                            | -                                                                                            | 高田夏帆、影山優佳（日向坂46）、斉藤慎二（ジャングルポケット）                                                                                             | [ 138 ]    |
| 107 | 2月3日   | File.2「草薙アルバイト」                                                      | 坪根悠仁、小高サラ                                                                           | 草薙航基（宮下草薙）、宮下兼史鷹（宮下草薙） | [ 138 ]    |
| 107 | 2月3日   | その手があったか ひらめきトッパーマン                                         | -                                                                                            | - | [ 138 ]    |
| 108 | 2月24日  | File.1「突破市役所 なんでもスグやる課」                                       | 佐々木美玲（日向坂46）、中野周平（蛙亭）                                                     | 野田クリスタル（マヂカルラブリー）、村上（マヂカルラブリー）                                                                                               | [ 139 ]    |
| 108 | 2月24日  | File.2「突破レスキュー」                                                      | アタック西本（ジェラードン）、かみちぃ（ジェラードン）、水谷果穂、竹内涼真、笠松将           | 村田秀亮（とろサーモン）、桜井日奈子 | [ 139 ]    |
| 108 | 2月24日  | File.3「突破交番」                                                            | 島村龍乃介、菊田竜大（ハナコ）                                                               | りんたろー。（EXIT）、兼近大樹（EXIT）、松陰寺太勇（ぺこぱ）、岡部大（ハナコ）、岡本あずさ                                                                 | [ 139 ]    |
| 108 | 2月24日  | その手があったか ひらめきトッパーマン                                         | -                                                                                            | - | [ 139 ]    |
| 109 | 3月3日   | File.1「草薙アルバイト」                                                      | 岩本照（Snow Man）、小高サラ                                                                 | 草薙航基（宮下草薙）、宮下兼史鷹（宮下草薙） | [ 140 ]    |
| 109 | 3月3日   | File.2「突破交番」                                                            | 高田秋、田渕章裕（インディアンス）                                                           | りんたろー。（EXIT）、兼近大樹（EXIT）、岡部大（ハナコ）、新條由芽                                                                                         | [ 140 ]    |
| 109 | 3月3日   | その手があったか ひらめきトッパーマン                                         | -                                                                                            | - | [ 140 ]    |
| 110 | 3月17日  | File.1「空港税関」                                                            | -                                                                                            | 高田夏帆、影山優佳（日向坂46）、斉藤慎二（ジャングルポケット）                                                                                             | [ 141 ]    |
| 110 | 3月17日  | File.2「突破交番」                                                            | 高田秋                                                                                       | りんたろー。（EXIT）、松陰寺太勇（ぺこぱ）、岡部大（ハナコ）、岡本あずさ                                                                                   | [ 141 ]    |
| 110 | 3月17日  | その手があったか ひらめきトッパーマン                                         | -                                                                                            | - | [ 141 ]    |
| 111 | 3月24日  | File.1「突破交番」                                                            | 小高サラ、ハリウッドザコシショウ                                                             | 兼近大樹（EXIT）、松陰寺太勇（ぺこぱ）、岡部大（ハナコ）、木下彩音                                                                                         | [ 142 ]    |
| 111 | 3月24日  | File.2「草薙アルバイト」                                                      | 坪根悠仁、国本梨紗                                                                           | 草薙航基（宮下草薙）、宮下兼史鷹（宮下草薙） | [ 142 ]    |
| 111 | 3月24日  | その手があったか ひらめきトッパーマン                                         | -                                                                                            | - | [ 142 ]    |
| 112 | 3月31日  | File.1「草薙アルバイト」                                                      | 坪根悠仁、武田玲奈                                                                           | 草薙航基（宮下草薙）、宮下兼史鷹（宮下草薙） | [ 143 ]    |
| 112 | 3月31日  | File.2「突破交番」                                                            | 滝藤賢一、水野美紀                                                                           | りんたろー。（EXIT）、兼近大樹（EXIT）、松陰寺太勇（ぺこぱ）、岡部大（ハナコ）、岡本あずさ                                                                 | [ 143 ]    |
| 112 | 3月31日  | File.3「突破市役所 なんでもスグやる課」                                       | 佐々木彩夏（ももいろクローバーZ）、尾形貴弘（パンサー）                                      | 野田クリスタル（マヂカルラブリー）、村上（マヂカルラブリー）                                                                                               | [ 143 ]    |
| 112 | 3月31日  | その手があったか ひらめきトッパーマン                                         | -                                                                                            | - | [ 143 ]    |
| 113 | 4月7日   | File.1「草薙アルバイト」                                                      | 福山翔大、逢沢りな                                                                           | 草薙航基（宮下草薙）、宮下兼史鷹（宮下草薙） | [ 144 ]    |
| 113 | 4月7日   | File.2「突破Gメン」                                                           | 加賀翔（かが屋）、賀屋壮也（かが屋）、吉住                                                   | - | [ 144 ]    |
| 113 | 4月7日   | その手があったか ひらめきトッパーマン                                         | -                                                                                            | - | [ 144 ]    |
| 114 | 4月14日  | File.1「空港税関」                                                            | 松井愛莉                                                                                     | 高田夏帆、斉藤慎二（ジャングルポケット） | [ 145 ]    |
| 114 | 4月14日  | File.2「突破交番」                                                            | 鳴海唯、上西星来                                                                             | りんたろー。（EXIT）、兼近大樹（EXIT）、松陰寺太勇（ぺこぱ）                                                                                               | [ 145 ]    |
| 114 | 4月14日  | その手があったか ひらめきトッパーマン                                         | -                                                                                            | - | [ 145 ]    |
| 115 | 4月28日  | File.1「空港税関」                                                            | 松井愛莉                                                                                     | 高田夏帆、斉藤慎二（ジャングルポケット） | [ 146 ]    |
| 115 | 4月28日  | File.2「突破交番」                                                            | 生見愛瑠                                                                                     | 兼近大樹（EXIT）、松陰寺太勇（ぺこぱ）、岡部大（ハナコ）、シュウペイ (ぺこぱ)、菊田竜大（ハナコ）                                                          | [ 146 ]    |
| 115 | 4月28日  | その手があったか ひらめきトッパーマン                                         | -                                                                                            | - | [ 146 ]    |
| 116 | 5月12日  | File.1「突破ドクターの人体ミステリーファイル」                                | 工藤美桜、山﨑果倫、福地桃子                                                                 | オカリナ（おかずクラブ） | [ 147 ]    |
| 116 | 5月12日  | File.2「突破市役所 なんでもスグやる課」                                       | 尾形貴弘（パンサー）、清井咲希                                                               | 野田クリスタル（マヂカルラブリー）、村上（マヂカルラブリー）                                                                                               | [ 147 ]    |
| 116 | 5月12日  | その手があったか ひらめきトッパーマン                                         | -                                                                                            | - | [ 147 ]    |
| 117 | 5月19日  | File.1「突破狭小住宅」                                                        | 武田真治                                                                                     | こがけん（おいでやすこが）、水谷果穂 | [ 148 ]    |
| 117 | 5月19日  | File.2「突破交番&草薙アルバイト」                                             | 遠藤章造（ココリコ）、田中直樹（ココリコ）、                                                 | 草薙航基（宮下草薙）、宮下兼史鷹（宮下草薙）、坪根悠仁、小高サラ、りんたろー。（EXIT）、兼近大樹（EXIT）、松陰寺太勇（ぺこぱ）、岡部大（ハナコ）、新條由芽 | [ 148 ]    |
| 117 | 5月19日  | File.3「旅館の若女将 決死の突破劇」                                           | 王林、新山千春、入江甚儀、渡辺いっけい                                                       | - | [ 148 ]    |
| 117 | 5月19日  | その手があったか ひらめきトッパーマン                                         | -                                                                                            | - | [ 148 ]    |
| 118 | 6月2日   | File.1「草薙アルバイト」                                                      | 木村慧人（FANTASTICS from EXILE TRIBE）                                                      | 草薙航基（宮下草薙）、宮下兼史鷹（宮下草薙） | [ 149 ]    |
| 118 | 6月2日   | File.2「突破市役所 なんでもスグやる課」                                       | 尾形貴弘（パンサー）、北原里英                                                               | 野田クリスタル（マヂカルラブリー）、村上（マヂカルラブリー）                                                                                               | [ 149 ]    |
| 119 | 6月16日  | File.1「迫る巨大台風から島を守れ!」                                           | 春日俊彰（オードリー）、酒井貴士（ザ・マミィ）、林田洋平（ザ・マミィ）、田辺桃子             | - | [ 150 ]    |
| 119 | 6月16日  | File.2「陸上自衛隊」                                                          | 福山翔大、木戸大聖、松本妃代                                                                 | 山口智充 | [ 150 ]    |
| 119 | 6月16日  | File.3「突破刑事」                                                            | 小室安未                                                                                     | サンドウィッチマン（伊達みきお・富澤たけし）、りんたろー。（EXIT）、兼近大樹（EXIT）、岡部大（ハナコ）、松陰寺太勇（ぺこぱ）、せいや（霜降り明星）、鳴海唯 | [ 150 ]    |
| 119 | 6月16日  | その手があったか ひらめきトッパーマン                                         | -                                                                                            | - | [ 150 ]    |
| 120 | 6月30日  | File.1「万引きGメン」                                                         | 渡辺隆（錦鯉）                                                                               | 加賀翔（かが屋）、賀屋壮也（かが屋）、吉住 | [ 151 ]    |
| 120 | 6月30日  | File.2「熱血教師 命がけの突破劇」                                             | 南沢奈央、芝大輔（モグライダー）、ともしげ（モグライダー）                                   | - | [ 151 ]    |
| 120 | 6月30日  | その手があったか ひらめきトッパーマン                                         | -                                                                                            | - | [ 151 ]    |
| 121 | 7月7日   | File.1「空港税関」                                                            | 小栗有以（AKB48）                                                                            | 高田夏帆、影山優佳（日向坂46）、斉藤慎二（ジャングルポケット）                                                                                             | [ 152 ]    |
| 121 | 7月7日   | File.2「アメリカンポリス」                                                    | クリスタル・ケイ                                                                             | アイクぬわら、ケイン・コスギ、パトリック・ハーラン（パックンマックン）                                                                                     | [ 152 ]    |
| 121 | 7月7日   | File.3「草薙アルバイト」                                                      | 永瀬廉（King ＆ Prince）、山田杏奈、三浦翔平                                                 | 草薙航基（宮下草薙）、宮下兼史鷹（宮下草薙） | [ 152 ]    |
| 121 | 7月7日   | 夏の特別編！突破交番SP                                                        | -                                                                                            | りんたろー。（EXIT）、兼近大樹（EXIT）、秋山寛貴（ハナコ）、菊田竜大（ハナコ）、岡部大（ハナコ）、岡本あずさ                                               | [ 152 ]    |
| 121 | 7月7日   | その手があったか ひらめきトッパーマン                                         | -                                                                                            | - | [ 152 ]    |
| 122 | 7月21日  | File.1「空港税関」                                                            | 小栗有以（AKB48）                                                                            | 高田夏帆、斉藤慎二（ジャングルポケット） | [ 153 ]    |
| 122 | 7月21日  | File.2「突破交番」                                                            | -                                                                                            | りんたろー。（EXIT）、兼近大樹（EXIT）、松陰寺太勇（ぺこぱ）、岡部大（ハナコ）、岡本あずさ                                                                 | [ 153 ]    |
| 122 | 7月21日  | その手があったか ひらめきトッパーマン                                         | -                                                                                            | - | [ 153 ]    |
| 123 | 7月28日  | File.1「地元愛する農家の執念の突破劇」                                        | 高月彩良、もう中学生、竹内まなぶ（カミナリ）                                                 | 高田夏帆、斉藤慎二（ジャングルポケット） | [ 154 ]    |
| 123 | 7月28日  | File.2「突破交番」                                                            | とにかく明るい安村                                                                           | りんたろー。（EXIT）、兼近大樹（EXIT）、松陰寺太勇（ぺこぱ）、岡部大（ハナコ）、新條由芽                                                                   | [ 154 ]    |
| 123 | 7月28日  | その手があったか ひらめきトッパーマン                                         | -                                                                                            | - | [ 154 ]    |
| 124 | 8月4日   | File.1「突破交番」                                                            | 鳴海唯                                                                                       | りんたろー。（EXIT）、兼近大樹（EXIT）、松陰寺太勇（ぺこぱ）、岡部大（ハナコ）                                                                             | [ 155 ]    |
| 124 | 8月4日   | File.2「女子大生 決死の突破劇」                                               | 山本浩司（タイムマシーン3号）、関太（タイムマシーン3号）、傳谷英里香、生見愛瑠               | - | [ 155 ]    |
| 124 | 8月4日   | その手があったか ひらめきトッパーマン                                         | -                                                                                            | - | [ 155 ]    |
| 125 | 8月18日  | File.1「万引きGメン」                                                         | -                                                                                            | 加賀翔（かが屋）、賀屋壮也（かが屋）、吉住 | [ 156 ]    |
| 125 | 8月18日  | File.2「突破交番」                                                            | -                                                                                            | 松尾駿（チョコレートプラネット）、長田庄平（チョコレートプラネット）、鳴海唯                                                                               | [ 156 ]    |
| 125 | 8月18日  | その手があったか ひらめきトッパーマン                                         | -                                                                                            | - | [ 156 ]    |
| 126 | 8月25日  | File.1「離島の男たち執念の突破劇」                                            | 春日俊彰（オードリー）、酒井貴士（ザ・マミィ）、林田洋平（ザ・マミィ）                       | 小栗有以（AKB48）、和田まんじゅう（ネルソンズ） | [ 157 ]    |
| 126 | 8月25日  | 24時間テレビ特別編                                                            | -                                                                                            | - | [ 157 ]    |
| 126 | 8月25日  | その手があったか ひらめきトッパーマン                                         | -                                                                                            | - | [ 157 ]    |
| 127 | 9月1日   | File.1「突破交番」                                                            | アタック西本（ジェラードン）、かみちぃ（ジェラードン）、永田凜、中尾百合音                   | 兼近大樹（EXIT）、岡部大（ハナコ）、新條由芽 | [ 158 ]    |
| 127 | 9月1日   | File.2「突破海港税関」                                                        | 斉藤慎二（ジャングルポケット）、高田夏帆                                                     | トラウデン直美 | [ 158 ]    |
| 127 | 9月1日   | その手があったか ひらめきトッパーマン                                         | -                                                                                            | - | [ 158 ]    |
| 128 | 9月8日   | File.1「草薙アルバイト」                                                      | 坪根悠仁                                                                                     | 草薙航基（宮下草薙）、宮下兼史鷹（宮下草薙） | [ 159 ]    |
| 128 | 9月8日   | 24時間テレビ 突破チーム大反省会!                                              | -                                                                                            | - | [ 159 ]    |
| 128 | 9月8日   | 女性会社員 決死の突破劇                                                       | 山本浩司（タイムマシーン3号）、関太（タイムマシーン3号）、生見愛瑠                           | - | [ 159 ]    |
| 129 | 9月29日  | File.1「突破狭小住宅」                                                        | 武田真治                                                                                     | こがけん（おいでやすこが）、水谷果穂 | [ 160 ]    |
| 129 | 9月29日  | File.2「草薙アルバイト」                                                      | 中島颯太（FANTASTICS from EXILE TRIBE）、奈緒                                                | 草薙航基（宮下草薙）、宮下兼史鷹（宮下草薙） | [ 160 ]    |
| 129 | 9月29日  | File.3「突破交番」                                                            | 田中圭                                                                                       | 松陰寺太勇（ぺこぱ）、りんたろー。（EXIT）、兼近大樹（EXIT）、岡部大（ハナコ）、鳴海唯                                                                     | [ 160 ]    |
| 129 | 9月29日  | その手があったか ひらめきトッパーマン                                         | -                                                                                            | - | [ 160 ]    |
| 130 | 10月13日 | File.1「突破交番」                                                            | 高杉真宙、荒川（エルフ）                                                                     | 松陰寺太勇（ぺこぱ）、りんたろー。（EXIT）、兼近大樹（EXIT）、鳴海唯                                                                                       | [ 161 ]    |
| 130 | 10月13日 | File.2「突破Gメン」                                                           | -                                                                                            | 加賀翔（かが屋）、賀屋壮也（かが屋）、吉住 | [ 161 ]    |
| 130 | 10月13日 | その手があったか ひらめきトッパーマン                                         | -                                                                                            | - | [ 161 ]    |
| 131 | 10月20日 | File.1「人体ミステリーファイル」                                              | おたけ（ジャングルポケット）、斉藤慎二（ジャングルポケット）、太田博久（ジャングルポケット） | 堀田茜、オカリナ（おかずクラブ） | [ 162 ]    |
| 131 | 10月20日 | File.2「突破市役所 なんでもスグやる課」                                       | 那須晃行（なすなかにし）、中西茂樹（なすなかにし）、高城れに（ももいろクローバーZ）          | 野田クリスタル（マヂカルラブリー）、村上（マヂカルラブリー）                                                                                               | [ 162 ]    |
| 131 | 10月20日 | その手があったか ひらめきトッパーマン                                         | -                                                                                            | - | [ 162 ]    |
| 132 | 10月27日 | File.1「とっさのひらめきで命の危機から大逆転SP」                              | もう中学生、高月彩良、りんたろー。（EXIT）                                                   | - | [ 163 ]    |
| 132 | 10月27日 | File.2「草薙アルバイト」                                                      | 内藤秀一郎、小高サラ                                                                         | 草薙航基（宮下草薙）、宮下兼史鷹（宮下草薙） | [ 163 ]    |
| 132 | 10月27日 | その手があったか ひらめきトッパーマン                                         | -                                                                                            | - | [ 163 ]    |
| 133 | 11月17日 | File.1「空港税関」                                                            | 堀未央奈                                                                                     | 高田夏帆、斉藤慎二（ジャングルポケット） | [ 164 ]    |
| 133 | 11月17日 | File.2「突破レスキュー」                                                      | 原菜乃華、白洲迅                                                                             | 春日俊彰（オードリー）、太田博久（ジャングルポケット）、村田秀亮（とろサーモン）                                                                           | [ 164 ]    |
| 133 | 11月17日 | File.3「突破交番」                                                            | 遠藤章造（ココリコ）、田中直樹（ココリコ）、前田公輝、とにかく明るい安村                     | りんたろー。（EXIT）、兼近大樹（EXIT）、岡部大（ハナコ）、松陰寺太勇（ぺこぱ）、シュウペイ（ぺこぱ）、鳴海唯                                               | [ 164 ]    |
| 133 | 11月17日 | その手があったか ひらめきトッパーマン                                         | -                                                                                            | - | [ 164 ]    |
| 134 | 12月1日  | File.1「空港税関」                                                            | 友近                                                                                         | 高田夏帆、斉藤慎二（ジャングルポケット） | [ 165 ]    |
| 134 | 12月1日  | File.2「悪条件重なり…深夜の手術で血液不足どうする?病院スタッフ 決死の突破劇」 | 王林、生見愛瑠、山本浩司（タイムマシーン3号）、関太（タイムマシーン3号）                     | - | [ 165 ]    |
| 134 | 12月1日  | File.3「突破交番」                                                            | 篠井英介                                                                                     | りんたろー。（EXIT）、兼近大樹（EXIT）、岡部大（ハナコ）、松陰寺太勇（ぺこぱ）、工藤美桜                                                                   | [ 165 ]    |
| 134 | 12月1日  | その手があったか ひらめきトッパーマン                                         | -                                                                                            | - | [ 165 ]    |
| 135 | 12月15日 | File.1「突破Gメン」                                                           | -                                                                                            | 加賀翔（かが屋）、賀屋壮也（かが屋）、吉住 | [ 166 ]    |
| 135 | 12月15日 | File.2「草薙アルバイト」                                                      | 坪根悠仁、吉田詩織                                                                           | 草薙航基（宮下草薙）、宮下兼史鷹（宮下草薙） | [ 166 ]    |
| 135 | 12月15日 | その手があったか ひらめきトッパーマン                                         | -                                                                                            | - | [ 166 ]    |

#### 2023年
| 回  | 放送日   | タイトル                                           | 主演                                                                                                 | 主な出演者 | 出典・備考 |
| --- | -------- | -------------------------------------------------- | --- | --- | ---------- |
| 136 | 1月5日   | File.1「突破交番」                                 | 田中圭、生瀬勝久、門脇麦、岡部たかし                                                                 | 兼近大樹（EXIT）、岡部大（ハナコ）、松陰寺太勇（ぺこぱ）、鳴海唯                                                                   | [ 167 ]    |
| 136 | 1月5日   | File.2「自衛隊シリーズ」                           | 菊田竜大（ハナコ）、浦彩恵子、佐々木春香、白洲迅                                                     | 山口智充 | [ 167 ]    |
| 136 | 1月5日   | File.3「草薙アルバイト」                           | 福山翔大、市川由衣                                                                                   | 草薙航基（宮下草薙）、宮下兼史鷹（宮下草薙）                                                                                       | [ 167 ]    |
| 136 | 1月5日   | その手があったか ひらめきトッパーマン              | - | - | [ 167 ]    |
| 137 | 1月12日  | File.1「突破市役所 なんでもスグやる課」            | 樋口日奈、尾形貴弘（パンサー）                                                                       | 野田クリスタル（マヂカルラブリー）、村上（マヂカルラブリー）                                                                       | [ 168 ]    |
| 137 | 1月12日  | File.2「突破Gメン」                                | - | 加賀翔（かが屋）、賀屋壮也（かが屋）、吉住                                                                                         | [ 168 ]    |
| 137 | 1月12日  | その手があったか ひらめきトッパーマン              | - | - | [ 168 ]    |
| 138 | 1月26日  | File.1「突破狭小住宅」                             | 武田真治                                                                                             | こがけん（おいでやすこが）、水谷果穂                                                                                               | [ 169 ]    |
| 138 | 1月26日  | File.2「草薙アルバイト」                           | 永田崇人、小高サラ、速瀬愛                                                                           | 草薙航基（宮下草薙）、宮下兼史鷹（宮下草薙）                                                                                       | [ 169 ]    |
| 139 | 2月2日   | File.1「落とし穴から大脱出」                       | 長谷川雅紀（錦鯉）、渡辺隆（錦鯉）、もう中学生、高月彩良                                             | - | [ 170 ]    |
| 139 | 2月2日   | File.2「突破交番」                                 | 菊田竜大（ハナコ）                                                                                   | 兼近大樹（EXIT）、岡部大（ハナコ）、松陰寺太勇（ぺこぱ）、工藤美桜、りんたろー。（EXIT）                                           | [ 170 ]    |
| 139 | 2月2日   | その手があったか ひらめきトッパーマン              | - | - | [ 170 ]    |
| 140 | 2月9日   | File.1「空港税関」                                 | 安斉星来                                                                                             | 高田夏帆、斉藤慎二（ジャングルポケット）                                                                                           | [ 171 ]    |
| 140 | 2月9日   | File.2「突破交番」                                 | 高橋かの、古田新太、大友花恋                                                                         | 兼近大樹（EXIT）、岡部大（ハナコ）、松陰寺太勇（ぺこぱ）、工藤美桜、りんたろー。（EXIT）、シュウペイ（ぺこぱ）                     | [ 171 ]    |
| 140 | 2月9日   | File.3「アメリカンポリス」                         | ギャビー                                                                                             | アイクぬわら、ケイン・コスギ | [ 171 ]    |
| 140 | 2月9日   | その手があったか ひらめきトッパーマン              | - | - | [ 171 ]    |
| 141 | 2月16日  | File.1「突破市役所 なんでもスグやる課」            | 富田鈴花（日向坂46）                                                                                 | 野田クリスタル（マヂカルラブリー）、尾形貴弘（パンサー）                                                                           | [ 172 ]    |
| 141 | 2月16日  | File.2「突破交通事故鑑定人」                       | 柳美稀、山本浩司（タイムマシーン3号）、関太（タイムマシーン3号）                                     | - | [ 172 ]    |
| 141 | 2月16日  | その手があったか ひらめきトッパーマン              | - | - | [ 172 ]    |
| 142 | 3月9日   | File.1「草薙アルバイト」                           | 坪根悠仁、鶴嶋乃愛、竹中直人                                                                         | 草薙航基（宮下草薙）、宮下兼史鷹（宮下草薙）                                                                                       | [ 173 ]    |
| 142 | 3月9日   | File.2「突破Gメン」                                | 逢沢りな                                                                                             | 加賀翔（かが屋）、賀屋壮也（かが屋）、吉住                                                                                         | [ 173 ]    |
| 142 | 3月9日   | その手があったか ひらめきトッパーマン              | - | - | [ 173 ]    |
| 143 | 3月23日  | File.1「空港税関」                                 | 安斉星来                                                                                             | 高田夏帆、斉藤慎二（ジャングルポケット）                                                                                           | [ 174 ]    |
| 143 | 3月23日  | File.2「小学校の教師 決死の突破劇」                | 柳美稀、芝大輔（モグライダー）、ともしげ（モグライダー）                                             | - | [ 174 ]    |
| 143 | 3月23日  | その手があったか ひらめきトッパーマン              | - | - | [ 174 ]    |
| 144 | 3月30日  | File.1「空港税関」                                 | 橋本マナミ                                                                                           | 安斉星来、斉藤慎二（ジャングルポケット）                                                                                           | [ 175 ]    |
| 144 | 3月30日  | File.2「突破レスキュー隊」                         | とにかく明るい安村、                                                                                 | アキラ100%、桜井日奈子、春日俊彰（オードリー）                                                                                     | [ 175 ]    |
| 144 | 3月30日  | File.3「突破交番」                                 | 南野陽子、勝地涼、中村蒼                                                                             | 兼近大樹（EXIT）、鳴海唯、松陰寺太勇（ぺこぱ）、岡部大（ハナコ）、りんたろー。（EXIT）                                             | [ 175 ]    |
| 144 | 3月30日  | その手があったか ひらめきトッパーマン 芸能人突破劇 | - | - | [ 175 ]    |
| 145 | 4月27日  | File.1「突破狭小住宅」                             | 須田邦裕                                                                                             | 武田真治、こがけん（おいでやすこが）、水谷果穂                                                                                     | [ 176 ]    |
| 145 | 4月27日  | File.2「突破交番」                                 | - | サンドウィッチマン、りんたろー。（EXIT）、兼近大樹（EXIT）、岡部大（ハナコ）、松陰寺太勇（ぺこぱ）、シュウペイ（ぺこぱ）、新條由芽 | [ 176 ]    |
| 145 | 4月27日  | File.3「草薙アルバイト」                           | 森本慎太郎（SixTONES）、富田望生                                                                     | 草薙航基（宮下草薙）、宮下兼史鷹（宮下草薙）                                                                                       | [ 176 ]    |
| 145 | 4月27日  | その手があったか ひらめきトッパーマン 芸能人突破劇 | - | - | [ 176 ]    |
| 146 | 5月11日  | File.1「空港税関」                                 | - | 安斉星来、高田夏帆、斉藤慎二（ジャングルポケット）                                                                                 | [ 177 ]    |
| 146 | 5月11日  | File.2「突破交通事故鑑定人」                       | - | 柳美稀、山本浩司（タイムマシーン3号）、関太（タイムマシーン3号）                                                                   | [ 177 ]    |
| 146 | 5月11日  | その手があったか ひらめきトッパーマン              | - | - | [ 177 ]    |
| 147 | 5月25日  | File.1「突破ドクターの人体ミステリーファイル」     | 小林歌穂（私立恵比寿中学）、中山莉子（私立恵比寿中学）、佐藤栞里、りんたろー。（EXIT）               | オカリナ（おかずクラブ） | [ 178 ]    |
| 147 | 5月25日  | File.2「突破刑事」                                 | スギちゃん、新倉聖菜、遠藤章造（ココリコ）、田中直樹（ココリコ）、風間トオル                         | 兼近大樹（EXIT）、岡部大（ハナコ）、松陰寺太勇（ぺこぱ）、シュウペイ（ぺこぱ）、工藤美桜                                           | [ 178 ]    |
| 147 | 5月25日  | File.3「孫を守れ! じいじVS山の猛獣!」              | 石川恋、長谷川雅紀（錦鯉）、渡辺隆（錦鯉）                                                           | | [ 178 ]    |
| 147 | 5月25日  | その手があったか ひらめきトッパーマン              | - | - | [ 178 ]    |
| 148 | 6月1日   | File.1「万引きGメン」                              | - | 加賀翔（かが屋）、賀屋壮也（かが屋）、吉住                                                                                         | [ 179 ]    |
| 148 | 6月1日   | File.2「突破市役所 なんでもスグやる課」            | 松村沙友理                                                                                           | 野田クリスタル（マヂカルラブリー）、尾形貴弘（パンサー）                                                                           | [ 179 ]    |
| 148 | 6月1日   | その手があったか ひらめきトッパーマン              | - | - | [ 179 ]    |
| 149 | 6月22日  | File.1「突破ドクターの人体ミステリーファイル」     | 高岸宏行（ティモンディ）、野呂佳代                                                                   | 堀田茜 | [ 180 ]    |
| 149 | 6月22日  | File.2「突破交通事故鑑定人」                       | - | 柳美稀、山本浩司（タイムマシーン3号）、関太（タイムマシーン3号）                                                                   | [ 180 ]    |
| 149 | 6月22日  | その手があったか ひらめきトッパーマン              | - | - | [ 180 ]    |
| 150 | 6月29日  | File.1「空港税関」                                 | アンミカ                                                                                             | 安斉星来、高田夏帆、斉藤慎二（ジャングルポケット）                                                                                 | [ 181 ]    |
| 150 | 6月29日  | File.2「大水害からの決死の突破劇」                 | 王林、渡辺いっけい                                                                                   | - | [ 181 ]    |
| 150 | 6月29日  | File.3「突破交番」                                 | 豆原一成（JO1）、菊田竜大（ハナコ）、あぁ〜しらき                                                    | 兼近大樹（EXIT）、りんたろー。（EXIT）、岡部大（ハナコ）、松陰寺太勇（ぺこぱ）、鳴海唯                                             | [ 181 ]    |
| 150 | 6月29日  | その手があったか ひらめきトッパーマン              | - | - | [ 181 ]    |
| 151 | 7月13日  | File.1「草薙アルバイト」                           | 坪根悠仁                                                                                             | 草薙航基（宮下草薙）、宮下兼史鷹（宮下草薙）                                                                                       | [ 182 ]    |
| 151 | 7月13日  | File.2「突破交番」                                 | アタック西本（ジェラードン）、かみちぃ（ジェラードン）                                               | 兼近大樹（EXIT）、岡部大（ハナコ）、松陰寺太勇（ぺこぱ）、新條由芽                                                                 | [ 182 ]    |
| 151 | 7月13日  | その手があったか ひらめきトッパーマン              | - | - | [ 182 ]    |
| 152 | 7月20日  | File.1「絶体絶命! 川で溺れた子どもを救い出せ!」    | 長谷川雅紀（錦鯉）、渡辺隆（錦鯉）、本田仁美（AKB48）                                                | - | [ 183 ]    |
| 152 | 7月20日  | File.2「突破交通事故鑑定人」                       | ひるちゃん（インポッシブル）、えいじ（インポッシブル）、吉田志織                                     | 柳美稀、山本浩司（タイムマシーン3号）、関太（タイムマシーン3号）                                                                   | [ 183 ]    |
| 152 | 7月20日  | その手があったか ひらめきトッパーマン              | - | - | [ 183 ]    |
| 153 | 7月27日  | File.1「空港税関」                                 | 税関イメージキャラクターカスタム君                                                                   | 安斉星来、高田夏帆、斉藤慎二（ジャングルポケット）                                                                                 | [ 184 ]    |
| 153 | 7月27日  | File.2「草薙アルバイト」                           | 奥平大兼、高嶋政宏、小高サラ、菊田竜大（ハナコ）                                                     | 草薙航基（宮下草薙）、宮下兼史鷹（宮下草薙）                                                                                       | [ 184 ]    |
| 153 | 7月27日  | 真夏に命を守る突破劇                               | 川村ゆきえ                                                                                           | - | [ 184 ]    |
| 153 | 7月27日  | その手があったか ひらめきトッパーマン              | - | - | [ 184 ]    |
| 154 | 8月3日   | File.1「突破Gメン」                                | 宮崎あみさ                                                                                           | 加賀翔（かが屋）、賀屋壮也（かが屋）、吉住                                                                                         | [ 185 ]    |
| 154 | 8月3日   | File.2「倒壊寸前の病院から患者たちを非難させろ!」  | 生見愛瑠、スギちゃん                                                                                 | | [ 185 ]    |
| 154 | 8月3日   | その手があったか ひらめきトッパーマン              | - | - | [ 185 ]    |
| 155 | 8月24日  | File.1「突破狭小住宅」                             | 前田公輝                                                                                             | こがけん（おいでやすこが）、水谷果穂                                                                                               | [ 186 ]    |
| 155 | 8月24日  | File.2「突破交通事故鑑定人」                       | 武藤十夢                                                                                             | 山本浩司（タイムマシーン3号）、関太（タイムマシーン3号）                                                                           | [ 186 ]    |
| 155 | 8月24日  | File.3「突破レスキュー」                           | アキラ100%、搗宮姫奈                                                                                 | 春日俊彰（オードリー）、村田秀亮（とろサーモン）                                                                                   | [ 186 ]    |
| 155 | 8月24日  | その手があったか ひらめきトッパーマン              | - | - | [ 186 ]    |
| 156 | 8月31日  | File.1「人体ミステリー」                           | 高木ひとみ○（ぽんぽこ）、野呂佳代、生駒里奈                                                          | - | [ 187 ]    |
| 156 | 8月31日  | File.2「突破交番」                                 | - | 松尾駿（チョコレートプラネット）、長田庄平（チョコレートプラネット）、鳴海唯                                                       | [ 187 ]    |
| 156 | 8月31日  | その手があったか ひらめきトッパーマン              | - | - | [ 187 ]    |
| 157 | 9月7日   | File.1「空港税関」                                 | - | 安斉星来、高田夏帆、斉藤慎二（ジャングルポケット）                                                                                 | [ 188 ]    |
| 157 | 9月7日   | File.2「突破交番」                                 | 北野日奈子（乃木坂46）、新倉聖菜                                                                     | 兼近大樹（EXIT）、岡部大（ハナコ）、松陰寺太勇（ぺこぱ）、シュウペイ (ぺこぱ)、りんたろー。（EXIT）、工藤美桜                      | [ 188 ]    |
| 157 | 9月7日   | その手があったか ひらめきトッパーマン              | - | - | [ 188 ]    |
| 158 | 9月28日  | File.1「草薙アルバイト」                           | 松坂桃李、岡田将生、柳楽優弥、石橋遼大（四千頭身）                                                   | 草薙航基（宮下草薙）、宮下兼史鷹（宮下草薙）、小高サラ                                                                             | [ 189 ]    |
| 158 | 9月28日  | File.2「突破交番×アメリカンポリス」                | チャド・マレーン、ケイン・コスギ                                                                     | 兼近大樹（EXIT）、岡部大（ハナコ）、松陰寺太勇（ぺこぱ）、工藤美桜                                                                 | [ 189 ]    |
| 158 | 9月28日  | その手があったか ひらめきトッパーマン              | - | - | [ 189 ]    |
| 159 | 10月19日 | File.1「突破ドクターの人体ミステリーファイル」     | 兼近大樹（EXIT）、りんたろー。（EXIT）、松陰寺太勇（ぺこぱ）                                         | オカリナ（おかずクラブ） | [ 190 ]    |
| 159 | 10月19日 | File.2「突破交番」                                 | 野田クリスタル（マヂカルラブリー）村上（マヂカルラブリー）、菊田竜大（ハナコ）、尾形貴弘（パンサー） | 岡部大（ハナコ）、新條由芽 | [ 190 ]    |
| 159 | 10月19日 | その手があったか ひらめきトッパーマン              | - | - | [ 190 ]    |
| 160 | 10月26日 | File.1「空港税関」                                 | アンミカ                                                                                             | 安斉星来、高田夏帆、斉藤慎二（ジャングルポケット）                                                                                 | [ 191 ]    |
| 160 | 10月26日 | File.2「突破交番」                                 | 南原清隆（ウッチャンナンチャン）                                                                     | 兼近大樹（EXIT）、岡部大（ハナコ）、松陰寺太勇（ぺこぱ）、新條由芽                                                                 | [ 191 ]    |
| 160 | 10月26日 | File.3「海上自衛隊×海上保安庁」                    | 深川麻衣、大浦龍宇一、芝大輔（モグライダー）、石川萌香                                               | 筧利夫、白洲迅、高杉旦 | [ 191 ]    |
| 160 | 10月26日 | その手があったか ひらめきトッパーマン              | - | - | [ 191 ]    |
| 161 | 11月2日  | File.1「空港税関」                                 | - | 安斉星来、高田夏帆、斉藤慎二（ジャングルポケット）                                                                                 | [ 192 ]    |
| 161 | 11月2日  | File.2「遭難した山から執念の脱出劇」               | 井上咲楽                                                                                             | もう中学生、竹内まなぶ（カミナリ）、高橋ユウ                                                                                       | [ 192 ]    |
| 161 | 11月2日  | File.3「アメリカ海兵隊員の突破劇」                 | チャド・マレーン、厚切りジャイソン、パトリック・ハーラン（パックンマックン）                         | - | [ 192 ]    |
| 161 | 11月2日  | File.4「絶体絶命！凶暴熊から子どもたちを守れ!」    | 大島由香里、屋敷裕政（ニューヨーク）、嶋佐和也（ニューヨーク）                                       | - | [ 192 ]    |
| 161 | 11月2日  | その手があったか ひらめきトッパーマン              | - | - | [ 192 ]    |
| 162 | 11月23日 | File.1「突破狭小住宅」                             | - | こがけん（おいでやすこが）、水谷果穂、武田真治                                                                                     | [ 193 ]    |
| 162 | 11月23日 | File.2「突破レスキュー」                           | 渡邉美穂（日向坂46）、酒井貴士（ザ・マミィ）、林田洋平（ザ・マミィ）                                 | 村田秀亮（とろサーモン）、桜井日奈子                                                                                               | [ 193 ]    |
| 162 | 11月23日 | File.3「突破国税局」                               | 水川かたまり（空気階段）、鈴木もぐら（空気階段）                                                     | - | [ 193 ]    |
| 162 | 11月23日 | その手があったか ひらめきトッパーマン              | - | - | [ 193 ]    |
| 163 | 11月30日 | File.1「突破Gメン」                                | - | 加賀翔（かが屋）、賀屋壮也（かが屋）、吉住                                                                                         | [ 194 ]    |
| 163 | 11月30日 | File.2「突破市役所 なんでもスグやる課」            | 矢吹奈子（HKT48）、藤江萌                                                                            | 野田クリスタル（マヂカルラブリー）、尾形貴弘（パンサー）                                                                           | [ 194 ]    |
| 163 | 11月30日 | その手があったか ひらめきトッパーマン              | - | - | [ 194 ]    |
| 164 | 12月7日  | File.1「突破ドクターの人体ミステリーファイル」     | 菱田未渚美（Girls²）、高橋メアリージュン                                                             | 生駒里奈、野呂佳代 | [ 195 ]    |
| 164 | 12月7日  | File.2「突破交通事故鑑定人」                       | - | 山本浩司（タイムマシーン3号）、関太（タイムマシーン3号）、武藤十夢                                                                 | [ 195 ]    |
| 164 | 12月7日  | File.3「突破刑事」                                 | 遠藤章造（ココリコ）、田中直樹（ココリコ）                                                           | 兼近大樹（EXIT）、りんたろー。（EXIT）、岡部大（ハナコ）、松陰寺太勇（ぺこぱ）、シュウペイ（ぺこぱ）、工藤美桜                     | [ 195 ]    |
| 164 | 12月7日  | その手があったか ひらめきトッパーマン              | - | - | [ 195 ]    |
| 165 | 12月14日 | File.1「空港税関」                                 | - | 安斉星来、斉藤慎二（ジャングルポケット）                                                                                           | [ 196 ]    |
| 165 | 12月14日 | File.2「草薙アルバイト」                           | 澤本夏輝（FANTASTICS from EXILE TRIBE）、森日菜美                                                    | 草薙航基（宮下草薙）、宮下兼史鷹（宮下草薙）                                                                                       | [ 196 ]    |
| 165 | 12月14日 | その手があったか ひらめきトッパーマン              | - | - | [ 196 ]    |

#### 2024年
| 回  | 放送日   | タイトル                                             | 主演                                                                                                   | 主な出演者 | 出典・備考 |
| --- | -------- | ---------------------------------------------------- | --- | --- | ---------- |
| 166 | 1月4日   | File.1「突破狭小住宅」                               | 中条あやみ                                                                                             | こがけん（おいでやすこが）、水谷果穂、武田真治 | [ 197 ]    |
| 166 | 1月4日   | File.2「草薙アルバイト」                             | 川栄李奈、高杉真宙、ほしのディスコ（パーパー）                                                         | 草薙航基（宮下草薙）、宮下兼史鷹（宮下草薙） | [ 197 ]    |
| 166 | 1月4日   | File.3「突破交番」                                   | - | 兼近大樹（EXIT）、りんたろー。（EXIT）、岡部大（ハナコ）、松陰寺太勇（ぺこぱ）、シュウペイ（ぺこぱ）、白石聖                                       | [ 197 ]    |
| 166 | 1月4日   | その手があったか ひらめきトッパーマン                | - | - | [ 197 ]    |
| 167 | 1月11日  | File.1「空港税関」                                   | - | 安斉星来、高田夏帆、斉藤慎二（ジャングルポケット）                                                                                                 | [ 198 ]    |
| 167 | 1月11日  | File.2「草薙アルバイト」                             | 村瀬紗英、長江崚行                                                                                     | 草薙航基（宮下草薙）、宮下兼史鷹（宮下草薙） | [ 198 ]    |
| 167 | 1月11日  | その手があったか ひらめきトッパーマン                | - | - | [ 198 ]    |
| 168 | 1月25日  | File.1「空港税関」                                   | - | 安斉星来、高田夏帆、斉藤慎二（ジャングルポケット）                                                                                                 | [ 199 ]    |
| 168 | 1月25日  | File.2「突破交通事故鑑定人」                         | 星名美怜（私立恵比寿中学）、青木瞭                                                                     | 山本浩司（タイムマシーン3号）、関太（タイムマシーン3号）、柳美稀                                                                                   | [ 199 ]    |
| 168 | 1月25日  | その手があったか ひらめきトッパーマン                | - | - | [ 199 ]    |
| 169 | 2月1日   | File.1「突破ドクターの人体ミステリーファイル」       | 高木ひとみ○（ぽんぽこ）、高鶴桃羽                                                                      | オカリナ（おかずクラブ）、生駒里奈 | [ 200 ]    |
| 169 | 2月1日   | File.2「突破Gメン」                                  | - | 加賀翔（かが屋）、賀屋壮也（かが屋）、吉住 | [ 200 ]    |
| 169 | 2月1日   | その手があったか ひらめきトッパーマン                | - | - | [ 200 ]    |
| 170 | 2月8日   | File.1「空港税関」                                   | 志田彩良、柄本時生                                                                                     | 高田夏帆、斉藤慎二（ジャングルポケット） | [ 201 ]    |
| 170 | 2月8日   | File.2「CAと医師 決死の突破劇」                      | 永尾柚乃、CRAZY COCO、中西茂樹（なすなかにし）、王林、生見愛瑠                                         | - | [ 201 ]    |
| 170 | 2月8日   | File.3「突破交番」                                   | 古田新太                                                                                               | 兼近大樹（EXIT）、りんたろー。（EXIT）、岡部大（ハナコ）、松陰寺太勇（ぺこぱ）、新條由芽                                                           | [ 201 ]    |
| 170 | 2月8日   | その手があったか ひらめきトッパーマン                | - | - | [ 201 ]    |
| 171 | 2月29日  | File.1「空港税関」                                   | 志田彩良、柄本時生                                                                                     | 高田夏帆、斉藤慎二（ジャングルポケット） | [ 202 ]    |
| 171 | 2月29日  | File.2「家族を守る 決死の突破劇」                    | 長谷川雅紀（錦鯉）、渡辺隆（錦鯉）、高岸宏行（ティモンディ）、ハシヤスメ・アツコ                       | - | [ 202 ]    |
| 171 | 2月29日  | その手があったか ひらめきトッパーマン                | - | - | [ 202 ]    |
| 172 | 3月7日   | File.1「突破市役所 なんでもスグやる課」              | 松村沙友理                                                                                             | 野田クリスタル（マヂカルラブリー）、村上（マヂカルラブリー）、尾形貴弘（パンサー）                                                                 | [ 203 ]    |
| 172 | 3月7日   | File.2「突破交通事故鑑定人」                         | - | 山本浩司（タイムマシーン3号）、関太（タイムマシーン3号）、柳美稀                                                                                   | [ 203 ]    |
| 172 | 3月7日   | その手があったか ひらめきトッパーマン                | - | - | [ 203 ]    |
| 173 | 3月28日  | File.1「草薙アルバイト」                             | 間宮祥太朗、田中樹（SixTONES）                                                                         | 草薙航基（宮下草薙）、宮下兼史鷹（宮下草薙）、小高サラ                                                                                             | [ 204 ]    |
| 173 | 3月28日  | File.2「海上保安庁」                                 | 鈴木福、佐野岳、石川恋、スギちゃん                                                                     | 高杉旦 | [ 204 ]    |
| 173 | 3月28日  | File.3「突破交番」                                   | 宮世琉弥、原菜乃華、あぁ〜しらき、志賀李玖（ICEx）                                                     | 兼近大樹（EXIT）、岡部大（ハナコ）、松陰寺太勇（ぺこぱ）、工藤美桜                                                                                 | [ 204 ]    |
| 173 | 3月28日  | その手があったか ひらめきトッパーマン                | - | - | [ 204 ]    |
| 174 | 4月11日  | File.1「空港税関」                                   | - | 高田夏帆、斉藤慎二（ジャングルポケット）、アンミカ                                                                                                 | [ 206 ]    |
| 174 | 4月11日  | File.2「突破市役所 なんでもスグやる課」              | 渡邉美穂、コナンくん                                                                                   | 野田クリスタル（マヂカルラブリー）、村上（マヂカルラブリー）、尾形貴弘（パンサー）、高杉旦                                                         | [ 206 ]    |
| 174 | 4月11日  | その手があったか ひらめきトッパーマン                | - | - | [ 206 ]    |
| 175 | 4月18日  | File.1「空港税関」                                   | - | 高田夏帆、斉藤慎二（ジャングルポケット）、アンミカ                                                                                                 | [ 207 ]    |
| 175 | 4月18日  | File.2「突破狭小住宅」                               | - | こがけん（おいでやすこが）、水谷果穂、武田真治 | [ 207 ]    |
| 175 | 4月18日  | File.3「草薙アルバイト」                             | 前田公輝、ゆうちゃみ（古川優奈）                                                                       | 草薙航基（宮下草薙）、宮下兼史鷹（宮下草薙） | [ 207 ]    |
| 175 | 4月18日  | その手があったか ひらめきトッパーマン                | - | - | [ 207 ]    |
| 176 | 5月2日   | File.1「突破ドクターの人体ミステリーファイル」       | 黒羽麻璃央、佐々木舞香（=LOVE）                                                                        | オカリナ（おかずクラブ） | [ 208 ]    |
| 176 | 5月2日   | File.2「草薙アルバイト」                             | 内藤秀一郎、乙葉                                                                                       | 草薙航基（宮下草薙）、宮下兼史鷹（宮下草薙） | [ 208 ]    |
| 176 | 5月2日   | その手があったか ひらめきトッパーマン                | - | - | [ 208 ]    |
| 177 | 5月23日  | File.1「空港税関」                                   | - | 安斉星来、高田夏帆、斉藤慎二（ジャングルポケット）                                                                                                 | [ 209 ]    |
| 177 | 5月23日  | File.2「突破交通事故鑑定人」                         | 嵐莉菜                                                                                                 | 山本浩司（タイムマシーン3号）、関太（タイムマシーン3号）                                                                                           | [ 209 ]    |
| 177 | 5月23日  | File.3「突破交番」                                   | 金澤美穂、杉本哲太、石橋遼大（四千頭身）、菊田竜大（ハナコ）、志田こはく                               | 兼近大樹（EXIT）、りんたろー。（EXIT）、岡部大（ハナコ）、松陰寺太勇（ぺこぱ）                                                                     | [ 209 ]    |
| 177 | 5月23日  | その手があったか ひらめきトッパーマン                | - | - | [ 209 ]    |
| 178 | 5月30日  | File.1「突破Gメン」                                  | - | 加賀翔（かが屋）、賀屋壮也（かが屋）、吉住 | [ 210 ]    |
| 178 | 5月30日  | File.2「家族を守る 決死の突破劇」                    | 長谷川雅紀（錦鯉）、渡辺隆（錦鯉）、高岸宏行（ティモンディ）、ハシヤスメ・アツコ                       | - | [ 210 ]    |
| 178 | 5月30日  | その手があったか ひらめきトッパーマン                | - | - | [ 210 ]    |
| 179 | 6月13日  | File.1「突破狭小住宅」                               | 福山絢水                                                                                               | こがけん（おいでやすこが）、武田真治 | [ 211 ]    |
| 179 | 6月13日  | File.2「突破交番」                                   | FUMA（&TEAM）                                                                                          | 兼近大樹（EXIT）、りんたろー。（EXIT）、岡部大（ハナコ）、松陰寺太勇（ぺこぱ）、工藤美桜                                                           | [ 211 ]    |
| 179 | 6月13日  | File.3「古井戸に転落…命の危機が迫る娘を救い出せ！」  | 高橋ユウ、竹内まなぶ（カミナリ）、もう中学生                                                           | - | [ 211 ]    |
| 179 | 6月13日  | File.4「旅館の若女将 決死の突破劇」                  | 王林、新山千春、入江甚儀、渡辺いっけい                                                                 | - | [ 211 ]    |
| 179 | 6月13日  | File.5「恐怖の底なし沼!のみ込まれた少年を助け出せ!」 | 草薙航基（宮下草薙）、中尾暢樹                                                                         | [ 注 58 ] | [ 211 ]    |
| 179 | 6月13日  | その手があったか ひらめきトッパーマン                | - | - | [ 211 ]    |
| 180 | 6月20日  | File.1「空港税関」                                   | - | 高田夏帆、斉藤慎二（ジャングルポケット） | [ 212 ]    |
| 180 | 6月20日  | File.2「突破交番」                                   | 濱田龍臣                                                                                               | 兼近大樹（EXIT）、岡部大（ハナコ）、松陰寺太勇（ぺこぱ）、工藤美桜                                                                                 | [ 212 ]    |
| 180 | 6月20日  | その手があったか ひらめきトッパーマン                | - | - | [ 212 ]    |
| 181 | 6月27日  | File.1「空港税関」                                   | - | 高田夏帆、斉藤慎二（ジャングルポケット） | [ 213 ]    |
| 181 | 6月27日  | File.2「突破市役所 なんでもスグやる課」              | 傳谷英里香、渡邉美穂                                                                                   | 野田クリスタル（マヂカルラブリー）、村上（マヂカルラブリー）、尾形貴弘（パンサー）                                                                 | [ 213 ]    |
| 181 | 6月27日  | その手があったか ひらめきトッパーマン                | - | - | [ 213 ]    |
| 182 | 7月11日  | File.1「突破ドクターの人体ミステリーファイル」       | 高木ひとみ○（ぽんぽこ）、柳原可奈子、小芝風花                                                          | - | [ 214 ]    |
| 182 | 7月11日  | File.2「突破国税局」                                 | - | 水川かたまり（空気階段）、鈴木もぐら（空気階段）                                                                                                   | [ 214 ]    |
| 182 | 7月11日  | File.3「家族を守る 決死の突破劇」                    | 髙嶋政宏、福原遥、上杉柊平                                                                             | 長谷川雅紀（錦鯉）、渡辺隆（錦鯉） | [ 214 ]    |
| 182 | 7月11日  | その手があったか ひらめきトッパーマン                | - | - | [ 214 ]    |
| 183 | 7月18日  | File.1「突破Gメン」                                  | - | 加賀翔（かが屋）、賀屋壮也（かが屋）、吉住 | [ 215 ]    |
| 183 | 7月18日  | File.2「突破市役所 なんでもスグやる課」              | - | 野田クリスタル（マヂカルラブリー）、村上（マヂカルラブリー）、尾形貴弘（パンサー）、渡邉美穂                                                       | [ 215 ]    |
| 183 | 7月18日  | その手があったか ひらめきトッパーマン                | - | - | [ 215 ]    |
| 184 | 8月1日   | File.1「突破交番」                                   | 濱田龍臣                                                                                               | 兼近大樹（EXIT）、りんたろー。（EXIT）、岡部大（ハナコ）、松陰寺太勇（ぺこぱ）、工藤美桜                                                           | [ 216 ]    |
| 184 | 8月1日   | File.2「草薙アルバイト」                             | HARUA（&TEAM）                                                                                         | 草薙航基（宮下草薙）、宮下兼史鷹（宮下草薙）、小高サラ                                                                                             | [ 216 ]    |
| 184 | 8月1日   | その手があったか ひらめきトッパーマン                | - | - | [ 216 ]    |
| 185 | 8月8日   | File.1「突破海港税関」                               | 志田彩良                                                                                               | 高田夏帆、斉藤慎二（ジャングルポケット） | [ 218 ]    |
| 185 | 8月8日   | File.2「登山客の決死の突破劇」                       | 王林、アキラ100％、雛形あきこ                                                                          | - | [ 218 ]    |
| 185 | 8月8日   | File.3「突破交番」                                   | 奥平大兼                                                                                               | 兼近大樹（EXIT）、岡部大（ハナコ）、松陰寺太勇（ぺこぱ）、工藤美桜                                                                                 | [ 218 ]    |
| 185 | 8月8日   | その手があったか ひらめきトッパーマン                | - | - | [ 218 ]    |
| 186 | 8月22日  | File.1「突破ドクターの人体ミステリーファイル」       | 栗谷（カカロニ）、中山莉子（私立恵比寿中学）、前田公輝                                                 | オカリナ（おかずクラブ） | [ 219 ]    |
| 186 | 8月22日  | File.2「突破海港税関」                               | 志田彩良                                                                                               | 高田夏帆、斉藤慎二（ジャングルポケット） | [ 219 ]    |
| 186 | 8月22日  | その手があったか ひらめきトッパーマン                | - | - | [ 219 ]    |
| 187 | 8月29日  | File.1「草薙アルバイト」                             | 阿久津仁愛（C.I.A.）、浅川梨奈（SUPER☆GiRLS）、鈴木ゆうか                                              | 草薙航基（宮下草薙）、宮下兼史鷹（宮下草薙） | [ 220 ]    |
| 187 | 8月29日  | File.2「突破交通事故鑑定人」                         | 神志那結衣                                                                                             | 山本浩司（タイムマシーン3号）、関太（タイムマシーン3号）、柳美稀                                                                                   | [ 220 ]    |
| 187 | 8月29日  | その手があったか ひらめきトッパーマン                | - | - | [ 220 ]    |
| 188 | 9月5日   | File.1「突破狭小住宅」                               | 井戸田潤（スピードワゴン）                                                                             | こがけん（おいでやすこが）水谷果穂、武田真治 | [ 221 ]    |
| 188 | 9月5日   | File.2「突破交番」                                   | アタック西本（ジェラードン）、かみちぃ（ジェラードン）                                                 | 松尾駿（チョコレートプラネット）、工藤美桜 | [ 221 ]    |
| 188 | 9月5日   | File.3「突破国税局」                                 | - | 水川かたまり（空気階段）、鈴木もぐら（空気階段）                                                                                                   | [ 221 ]    |
| 188 | 9月5日   | その手があったか ひらめきトッパーマン                | - | - | [ 221 ]    |
| 189 | 9月19日  | File.1「突破市役所 なんでもスグやる課」              | なえなの                                                                                               | 野田クリスタル（マヂカルラブリー）、村上（マヂカルラブリー）、尾形貴弘（パンサー）                                                                 | [ 222 ]    |
| 189 | 9月19日  | File.2「突破国税局」                                 | - | 水川かたまり（空気階段）、鈴木もぐら（空気階段）                                                                                                   | [ 222 ]    |
| 189 | 9月19日  | その手があったか ひらめきトッパーマン                | - | - | [ 222 ]    |
| 190 | 9月26日  | File.1「突破Gメン」                                  | 中西茂樹（なすなかにし）                                                                               | 加賀翔（かが屋）、吉住 | [ 223 ]    |
| 190 | 9月26日  | File.2「突破交番」                                   | 荒川（エルフ）、濱田龍臣                                                                               | 兼近大樹（EXIT）、りんたろー。（EXIT）、岡部大（ハナコ）、松陰寺太勇（ぺこぱ）、志田こはく                                                         | [ 223 ]    |
| 190 | 9月26日  | その手があったか ひらめきトッパーマン                | - | - | [ 223 ]    |
| 191 | 10月03日 | File.1「空港税関」                                   | - | 志田彩良、アンミカ | [ 224 ]    |
| 191 | 10月03日 | File.2「CAと医師 空の上の突破劇」                    | 高岸宏行（ティモンディ）                                                                               | 生見愛瑠 | [ 224 ]    |
| 191 | 10月03日 | File.3「突破交通事故鑑定人」                         | - | 山本浩司（タイムマシーン3号）、関太（タイムマシーン3号）、柳美稀                                                                                   | [ 224 ]    |
| 191 | 10月03日 | その手があったか ひらめきトッパーマン                | - | - | [ 224 ]    |
| 192 | 10月17日 | File.1「突破Gメン」                                  | - | 加賀翔（かが屋）、賀屋壮也（かが屋）、吉住 | [ 225 ]    |
| 192 | 10月17日 | File.2「草薙アルバイト」                             | 大倉空人（原因は自分にある。）、莉子                                                                   | 草薙航基（宮下草薙）、宮下兼史鷹（宮下草薙） | [ 225 ]    |
| 192 | 10月17日 | その手があったか ひらめきトッパーマン                | - | - | [ 225 ]    |
| 193 | 10月24日 | File.1「突破ドクターの人体ミステリーファイル」       | 嵐莉菜、松村沙友理、りんたろー。（EXIT）、仁村紗和、藤咲碧羽、横田真子、太田博久（ジャングルポケット） | オカリナ（おかずクラブ） | [ 226 ]    |
| 193 | 10月24日 | File.2「空港税関」                                   | - | 志田彩良、アンミカ | [ 226 ]    |
| 193 | 10月24日 | その手があったか ひらめきトッパーマン                | - | - | [ 226 ]    |
| 194 | 10月31日 | File.1「突破CALL119」                                | 田中直樹（ココリコ）、小島健（Aぇ! group）                                                             | - | [ 227 ]    |
| 194 | 10月31日 | File.2「突破交通事故鑑定人」                         | - | 山本浩司（タイムマシーン3号）、関太（タイムマシーン3号）、柳美稀                                                                                   | [ 227 ]    |
| 194 | 10月31日 | その手があったか ひらめきトッパーマン                | - | - | [ 227 ]    |
| 195 | 11月28日 | File.1「突破交番」                                   | 岩崎う大（かもめんたる）、槙尾ユウスケ（かもめんたる）                                                 | 兼近大樹（EXIT）、りんたろー。（EXIT）、岡部大（ハナコ）、松陰寺太勇（ぺこぱ）、工藤美桜                                                           | [ 228 ]    |
| 195 | 11月28日 | File.2「突破市役所 なんでもスグやる課」              | なえなの                                                                                               | 野田クリスタル（マヂカルラブリー）、村上（マヂカルラブリー）、尾形貴弘（パンサー）                                                                 | [ 228 ]    |
| 195 | 11月28日 | その手があったか ひらめきトッパーマン                | - | - | [ 228 ]    |
| 196 | 12月5日  | File.1「突破狭小住宅」                               | - | こがけん（おいでやすこが）水谷果穂、武田真治 | [ 229 ]    |
| 196 | 12月5日  | File.2「草薙アルバイト」                             | 超ときめき♡宣伝部、増子敦貴（GENIC）                                                                   | 草薙航基（宮下草薙）、宮下兼史鷹（宮下草薙） | [ 229 ]    |
| 196 | 12月5日  | File.3「突破国税局」                                 | - | 水川かたまり（空気階段）、鈴木もぐら（空気階段）                                                                                                   | [ 229 ]    |
| 196 | 12月5日  | その手があったか ひらめきトッパーマン                | - | - | [ 229 ]    |
| 197 | 12月12日 | File.1「突破Gメン」                                  | - | 加賀翔（かが屋）、賀屋壮也（かが屋）、吉住 | [ 230 ]    |
| 197 | 12月12日 | File.2「突破国税局」                                 | - | 水川かたまり（空気階段）、鈴木もぐら（空気階段）                                                                                                   | [ 230 ]    |
| 197 | 12月12日 | File.3「突破交番」 特別編                            | 桜田ひより、月島琉衣、塚田僚一（A.B.C-Z）、八木勇征（FANTASTICS）、白洲迅、生見愛瑠、他                | 兼近大樹（EXIT）、岡部大（ハナコ）、松陰寺太勇（ぺこぱ）、シュウペイ（ぺこぱ）、伊達みきお（サンドウィッチマン）、富澤たけし（サンドウィッチマン） | [ 230 ]    |

#### 2025年
| 回  | 放送日  | タイトル                                       | 主演 | 主な出演者 | 出典・備考 |
| --- | ------- | ---------------------------------------------- | --- | --- | ---------- |
| 198 | 1月2日  | File.1「空港税関」                             | 田中美久、木村昴 | 高田夏帆 | [ 231 ]    |
| 198 | 1月2日  | File.2「突破交通事故鑑定人」                   | アキラ100% | 山本浩司（タイムマシーン3号）、関太（タイムマシーン3号）、柳美稀                                                                                   | [ 231 ]    |
| 198 | 1月2日  | File.3「突破交番」 特別編                      | 桜田ひより、月島琉衣、塚田僚一（A.B.C-Z）、八木勇征（FANTASTICS from EXILE TRIBE）、白洲迅、生見愛瑠、草薙航基（宮下草薙）、宮下兼史鷹（宮下草薙）、りんたろー。（EXIT） &TEAM、遠藤章造（ココリコ）、田中直樹（ココリコ）、小手伸也、藤原丈一郎（なにわ男子）、萩原利久、中条あやみ、DAIGO、田中要次、永尾柚乃、内村光良（ウッチャンナンチャン）、黒羽麻璃央、坂井真紀、杉本哲太、他 | 兼近大樹（EXIT）、岡部大（ハナコ）、松陰寺太勇（ぺこぱ）、シュウペイ（ぺこぱ）、伊達みきお（サンドウィッチマン）、富澤たけし（サンドウィッチマン） | [ 231 ]    |
| 199 | 1月9日  | File.1「空港税関」                             | 田中美久、木村昴 | 高田夏帆 | [ 232 ]    |
| 199 | 1月9日  | File.2「突破Gメン」                            | - | 加賀翔（かが屋）、賀屋壮也（かが屋）、吉住 | [ 232 ]    |
| 199 | 1月9日  | その手があったか ひらめきトッパーマン          | - | - | [ 232 ]    |
| 200 | 1月23日 | File.1「突破ドクターの人体ミステリーファイル」 | 高橋ユウ、横田真子 | オカリナ（おかずクラブ） | [ 233 ]    |
| 200 | 1月23日 | File.2「草薙アルバイト」                       | 阿久津仁愛、中山莉子（私立恵比寿中学） | 草薙航基（宮下草薙）、宮下兼史鷹（宮下草薙） | [ 233 ]    |
| 200 | 1月23日 | その手があったか ひらめきトッパーマン          | - | - | [ 233 ]    |
| 201 | 1月30日 | File.1「空港税関」                             | - | 高田夏帆、田中美久、木村昴 | [ 234 ]    |
| 201 | 1月30日 | File.2「突破市役所 なんでもスグやる課」        | なえなの | 野田クリスタル（マヂカルラブリー）、村上（マヂカルラブリー）、尾形貴弘（パンサー）                                                                 | [ 234 ]    |
| 201 | 1月30日 | その手があったか ひらめきトッパーマン          | - | - | [ 234 ]    |
| 202 | 2月6日  | File.1「空港税関」                             | - | 高田夏帆、田中美久、木村昴 | [ 235 ]    |
| 202 | 2月6日  | File.2「突破国税局」                           | - | 水川かたまり（空気階段）、鈴木もぐら（空気階段）                                                                                                   | [ 235 ]    |
| 202 | 2月6日  | File.3「冬の危険大突破SP」                     | - | - | [ 235 ]    |
| 202 | 2月6日  | その手があったか ひらめきトッパーマン          | - | - | [ 235 ]    |
| 203 | 2月20日 | File.1「突破市役所 なんでもスグやる課」        | 那須ほほみ、ノムラフッソ（忠犬立ハチ高）、王坂（忠犬立ハチ高） | 野田クリスタル（マヂカルラブリー）、村上（マヂカルラブリー）、尾形貴弘（パンサー）                                                                 | [ 236 ]    |
| 203 | 2月20日 | File.2「突破交番」                             | FUMA（&TEAM） | 兼近大樹（EXIT）、りんたろー。（EXIT）、岡部大（ハナコ）、松陰寺太勇（ぺこぱ）、工藤美桜                                                           | [ 236 ]    |
| 203 | 2月20日 | その手があったか ひらめきトッパーマン          | - | - | [ 236 ]    |
| 204 | 2月27日 | File.1「突破ドクターの人体ミステリーファイル」 | 黒羽麻璃央 | オカリナ（おかずクラブ） | [ 237 ]    |
| 204 | 2月27日 | File.2「草薙アルバイト」                       | 増子敦貴（GENIC）、平美乃理 | 草薙航基（宮下草薙）、宮下兼史鷹（宮下草薙） | [ 237 ]    |
| 204 | 2月27日 | その手があったか ひらめきトッパーマン          | - | - | [ 237 ]    |
| 205 | 3月6日  | File.1「空港税関」                             | - | 高田夏帆、田中美久、木村昴 | [ 238 ]    |
| 205 | 3月6日  | File.2「突破Gメン」                            | - | 加賀翔（かが屋）、賀屋壮也（かが屋）、吉住 | [ 238 ]    |
| 205 | 3月6日  | その手があったか ひらめきトッパーマン          | - | - | [ 238 ]    |
| 206 | 3月13日 | File.1「空港税関」                             | - | 高田夏帆、田中美久、木村昴 | [ 239 ]    |
| 206 | 3月13日 | File.2「突破交番」                             | 森日菜美、岩崎う大（かもめんたる）、槙尾ユウスケ（かもめんたる） | 兼近大樹（EXIT）、りんたろー。（EXIT）、岡部大（ハナコ）、松陰寺太勇（ぺこぱ）、志田こはく                                                         | [ 239 ]    |
| 206 | 3月13日 | その手があったか ひらめきトッパーマン          | - | - | [ 239 ]    |
| 207 | 3月27日 | File.1「突破ドクターの人体ミステリーファイル」 | 高橋ユウ、ハシヤスメ・アツコ、安藤なつ（メイプル超合金）、菅井友香 | - | [ 240 ]    |
| 207 | 3月27日 | File.2「突破交通事故鑑定人」                   | - | 山本浩司（タイムマシーン3号）、関太（タイムマシーン3号）、柳美稀                                                                                   | [ 240 ]    |
| 207 | 3月27日 | File.3「突破市役所 なんでもスグやる課」        | なえなの | 野田クリスタル（マヂカルラブリー）、村上（マヂカルラブリー）、尾形貴弘（パンサー）                                                                 | [ 240 ]    |
| 207 | 3月27日 | その手があったか ひらめきトッパーマン          | - | - | [ 240 ]    |
| 208 | 4月10日 | File.1「空港税関」                             | - | 高田夏帆、田中美久、木村昴 | [ 241 ]    |
| 208 | 4月10日 | File.2「草薙アルバイト」                       | 古田愛理、HARUA（&TEAM） | 草薙航基（宮下草薙）、宮下兼史鷹（宮下草薙） | [ 241 ]    |
| 208 | 4月10日 | その手があったか ひらめきトッパーマン          | - | - | [ 241 ]    |
| 209 | 4月17日 | File.1「突破狭小住宅」                         | 伊藤淳史 | こがけん（おいでやすこが）、水谷果穂、武田真治 | [ 242 ]    |
| 209 | 4月17日 | File.2「草薙アルバイト」                       | 川栄李奈、千葉雄大、鈴木仁、砂田将宏（BALLISTIK BOYZ） | 草薙航基（宮下草薙）、宮下兼史鷹（宮下草薙） | [ 242 ]    |
| 209 | 4月17日 | File.3「突破交番」                             | コナンくん | 兼近大樹（EXIT）、りんたろー。（EXIT）、岡部大（ハナコ）、松陰寺太勇（ぺこぱ）、工藤美桜                                                           | [ 242 ]    |
| 209 | 4月17日 | その手があったか ひらめきトッパーマン          | - | - | [ 242 ]    |
| 210 | 5月1日  | File.1「空港税関」                             | - | 高田夏帆、田中美久、木村昴 | [ 243 ]    |
| 210 | 5月1日  | File.2「突破交番」                             | - | 兼近大樹（EXIT）、りんたろー。（EXIT）、岡部大（ハナコ）、松陰寺太勇（ぺこぱ）、志田こはく                                                         | [ 243 ]    |
| 210 | 5月1日  | その手があったか ひらめきトッパーマン          | - | - | [ 243 ]    |
| 211 | 5月15日 | File.1「突破Gメン」                            | - | 加賀翔（かが屋）、賀屋壮也（かが屋）、吉住 | [ 244 ]    |
| 211 | 5月15日 | File.2「突破市役所 なんでもスグやる課」        | - | 野田クリスタル（マヂカルラブリー）、村上（マヂカルラブリー）、尾形貴弘（パンサー）、なえなの                                                       | [ 244 ]    |
| 211 | 5月15日 | その手があったか ひらめきトッパーマン          | - | - | [ 244 ]    |
| 212 | 5月22日 | File.1「空港税関」                             | - | アンミカ、田中美久、木村昴 | [ 245 ]    |
| 212 | 5月22日 | File.2「突破交通事故鑑定人」                   | 足立梨花 | 山本浩司（タイムマシーン3号）、関太（タイムマシーン3号）、柳美稀                                                                                   | [ 245 ]    |
| 212 | 5月22日 | File.3「乗客を守る バスガイドの突破劇」        | 前田公輝、莉子、りんたろー。（EXIT） | - | [ 245 ]    |
| 212 | 5月22日 | その手があったか ひらめきトッパーマン          | - | - | [ 245 ]    |
| 213 | 5月29日 | File.1「空港税関」                             | - | 高田夏帆、田中美久、木村昴 | [ 246 ]    |
| 213 | 5月29日 | File.2「突破交番」                             | 奥田修二（ガクテンソク）、 よじょう（ガクテンソク） | 兼近大樹（EXIT）、りんたろー。（EXIT）、岡部大（ハナコ）、松陰寺太勇（ぺこぱ）、工藤美桜                                                           | [ 246 ]    |
| 213 | 5月29日 | その手があったか ひらめきトッパーマン          | - | - | [ 246 ]    |
| 214 | 6月12日 | File.1「陸上自衛隊」                           | 杢代和人（原因は自分にある。）、塚田僚一（A.B.C-Z）、矢崎希菜、村瀬紗英、菊田竜大（ハナコ） | 村田秀亮（とろサーモン） | [ 247 ]    |
| 214 | 6月12日 | File.2「夏の身近な水害SP」                     | - | - | [ 247 ]    |
| 214 | 6月12日 | その手があったか ひらめきトッパーマン          | - | - | [ 247 ]    |
| 215 | 6月19日 | File.1「突破ドクターの人体ミステリーファイル」 | 加藤史帆 | オカリナ（おかずクラブ） | [ 248 ]    |
| 215 | 6月19日 | File.2「草薙アルバイト」                       | TAKI（&TEAM）、横田真子 | 草薙航基（宮下草薙）、宮下兼史鷹（宮下草薙） | [ 248 ]    |
| 215 | 6月19日 | その手があったか ひらめきトッパーマン          | - | - | [ 248 ]    |
| 216 | 6月26日 | File.1「空港税関」                             | - | 高田夏帆、田中美久、木村昴 | [ 249 ]    |
| 216 | 6月26日 | File.2「突破狭小住宅」                         | - | こがけん（おいでやすこが）水谷果穂、武田真治 | [ 249 ]    |
| 216 | 6月26日 | File.3「草薙アルバイト」                       | 當真あみ、嵐莉菜、上白石萌音、坂元愛登、齋藤潤、高村佳偉人、櫻井佑樹（劇団EXILE） | 草薙航基（宮下草薙）、宮下兼史鷹（宮下草薙） | [ 249 ]    |
| 216 | 6月26日 | その手があったか ひらめきトッパーマン          | - | - | [ 249 ]    |
| 217 | 7月10日 | File.1「突破Gメン」                            | - | 加賀翔（かが屋）、賀屋壮也（かが屋）、吉住 | [ 250 ]    |
| 217 | 7月10日 | File.2「突破市役所 なんでもスグやる課」        | - | 野田クリスタル（マヂカルラブリー）、村上（マヂカルラブリー）、尾形貴弘（パンサー）、なえなの                                                       | [ 250 ]    |
| 217 | 7月10日 | その手があったか ひらめきトッパーマン          | - | - | [ 250 ]    |
| 218 | 7月17日 | File.1「突破ドクターの人体ミステリーファイル」 | 大友花恋、高岸宏行（ティモンディ） | オカリナ（おかずクラブ） | [ 251 ]    |
| 218 | 7月17日 | File.2「突破国税局」                           | 池田直人（レインボー）、ジャンボたかお（レインボー） | - | [ 251 ]    |
| 218 | 7月17日 | その手があったか ひらめきトッパーマン          | - | - | [ 251 ]    |
| 219 | 7月24日 | File.1「突破不動産」                           | 平井まさあき（男性ブランコ）、浦井のりひろ（男性ブランコ）、黒木ひかり | - | [ 252 ]    |
| 219 | 7月24日 | File.2「突破刑事」                             | 亀梨和也 | りんたろー。（EXIT）、兼近大樹（EXIT）、岡部大（ハナコ）、松陰寺太勇（ぺこぱ）、志田こはく                                                         | [ 252 ]    |
| 219 | 7月24日 | File.3「草薙アルバイト」                       | MAYA（NiziU）、RIKU（NiziU）、RIMA（NiziU）、櫻井佑樹（劇団EXILE） | 草薙航基（宮下草薙）、宮下兼史鷹（宮下草薙） | [ 252 ]    |
| 219 | 7月24日 | その手があったか ひらめきトッパーマン          | - | - | [ 252 ]    |
| 220 | 8月7日  | File.1「突破Gメン」                            | 中西茂樹（なすなかにし） | 加賀翔（かが屋）、吉住 | [ 253 ]    |
| 220 | 8月7日  | File.2「突破海上税関」                         | - | 高田夏帆、田中美久、木村昴 | [ 253 ]    |
| 221 | 8月14日 | File.1「突破海上税関」                         | - | 高田夏帆、田中美久、木村昴 | [ 254 ]    |
| 221 | 8月14日 | その手があったか ひらめきトッパーマン          | - | - | [ 254 ]    |

### レギュラー以外の特別番組
| 番組名                           | 放送日   | タイトル                                  | 出演 | 出典・備考 |
| -------------------------------- | -------- | ----------------------------------------- | --- | ---------- |
| 日テレ系人気番組 春秋のコラボSP! | 04月04日 | 『イッテQメンバーアメリカンポリス特別編』 | イモトアヤコ、中岡創一、椿鬼奴、ガンバレルーヤ（よしこ・まひる）、いとうあさこ、箭内夢菜、アイクぬわら、ケイン・コスギ、チャド・マーレン | [ 255 ]    |

## スタッフ
2025年8月
- 企画・監修：水嶋陽（以前は企画・演出）
- 企画・構成：石塚祐介
- 構成：大谷裕一、森本雅也、内堀たかふみ、高橋秀一、キンダイチ
- ナレーション：あおい洋一郎
- TM：木村博靖
- SW：津野祐一、中村哲也（中村→以前はCAM）【週替り】
- CAM：細野和貴、岩永雄允、大庭茂嗣（以前はCAM→SW）【週替り】
- MIX：中野裕介、小境健太郎、松村美緒、伊藤義典（伊藤→PT►一時離脱►復帰）【週替り】
- VE：山口郁馬、飯島友美、向山江梨佳、三崎美貴、竹内萌江、中村仁一朗（三崎・竹内→一時離脱►復帰）【週替り】
- 照明：加藤明穂、千葉雄、市川朋樹、仲野貴信、井口弘一郎、藤山真緒、池長正宏【週替り】
- 美術プロデューサー：中島杏実
- デザイン：髙木彩
- メイク：奥松かつら
- 大道具：米田尚弘【基本毎週】、小林凪【不定期】
- 電飾：清水佳哉
- 小道具：高橋ひより
- 編集：山野井太郎
- MA：田倉学
- 音効：鈴木信行
- TK：坂本幸子
- リサーチ：神谷翔
- CG：安田朝実【毎週】、イチバシミツユキ、佐久間浩一（佐久間→一時離脱►復帰）、MADE ONE【週替り】
- 技術協力：NiTRO、イカロス、テクノマックスビデオセンター【毎週】、DEEP(ディープ)、Day book、港家、バンエイト【週替り】
- 美術協力：日テレアート【毎週】、artbase寿荘、東京衣裳、マーヴィー(ビィ、MARVEE)【週替り】
- 撮影協力：ロヂャース【不定期】
- ドローン撮影：ラヴスズキ【不定期】
- デスク：本郷直（※）
- 制作進行：中澤悠太
- ディレクター：清水智博・金山泰之（ZION）、妹尾友祐・重富英夫・栗原利典（THE WORKS、妹尾→監督担当回あり）、満冨洋隆（日企）、吉田直也・田邊恒平・加藤杏（SION）、近藤豪、松井梨緒、萩原清美（3人共に以前はAD）、池永峻、稲石果音、中野虎之助(介)/竹川里沙、橋爪佑季、杉山裕隆、井手亮太、荒井颯斗、清水陸斗、三宅温、川西芽衣、關駿平、丹野祐貴、相馬凌也、髙田怜奈、内海日向、古屋佑実、二村朋里、中野嵐、中野僚太、藤田純、亀澤竜馬、藤岡香里(理)、塚原樹(純)、浅野祥太郎、鴨志田樹、石井杏奈、塩川琴子、梅村実空、迫田優太、伊藤緋音、小林愛結美、渡辺恵一郎、山田寿々、山本聖、奥野冬葵、神田充秀、梶浦愛未、能登不二雄、村岡隼斗、秋田谷璃々花、多田安美香、井上陽菜、赤羽駿亮、山田寿々（重富→以前はAD、相馬・髙田・塩川→2021年8月までAD）【週替り】
- 演出：熊谷航太郎・西本幸平（日本テレビ、熊谷→以前は2023年6月1日 - 2024年12月頃まで毎週D、西本→以前は週替りD→一時離脱→2024年12月頃まで毎週D）/中野誠（ZION、以前は演出担当回以外は週替りD）、田野辺陽平（日企、以前は週替りD）、安池薫（THE WORKS、演出担当回以外は週替りD）、岩本雅直（SION）、齊藤篤史（以前はディレクター）、田中雄大（以前は週替りD→一時離脱）
- プロデューサー：合田伊知郎・一色彩加（日本テレビ）、山川好美（ZION）、森美紀子、須藤大介・海老澤友美子（日企）、藤田志帆・山口敦司（THE WORKS）、菅沼明子（SION）【毎週】/竜円徹・長正路美香（ZION）、伊藤康一・大坪洸香（SION）、落合楓、井上智晶、岩田真奈美（Sp!ce Factory）、赤津未奈（THE WORKS）【週替り】（一色→2024年6月13日 -、2022年12月15日 - 2023年11月►一時離脱、海老澤・落合・長正路・井上→2021年8月までAP、落合→以前はAD、大坪→2022年6月2日 -、竜円→2023年1月26日 -、伊藤→2023年2月9日 -、赤津→2023年6月22日 -、山口→2024年5月30日 -、岩田→2024年6月20日 - ）
- チーフプロデューサー：鈴木淳一（日本テレビ、2025年6月12日 - ）
- 制作協力：THE WORKS、日企、ZION、SION【毎週】、アバンズゲート【週替り】
- 製作著作：日テレ

### 過去のスタッフ
PTは「パイロット版のみ参加」の意。
- ドラマ構成：小島剛人（PT）
- CAM：加美山稔（PT）、小野寺祐太、井筒栄佑、佐原陽平
- MIX：宮内貞
- VE：石山実（PT）、渡邊佳寛、小澤郁彌、鈴木裕美、藤雅樹（MIXの回あり）、梶川辰雄、片山雄斗、横山秀樹、藤原達記、盛岡智昭（盛岡→一時離脱►復帰）、柳澤圭佑、吉﨑慶、鈴木昭博
- 照明：粂野高央
- 美術プロデューサー：大川明子、三浦昭彦
- デザイン：田澤奈津美
- 電飾：二階堂哲也、川井智香子（川井→一時離脱►復帰）
- 小道具：米山幸市、大久保俊彦、片岡あさみ、大熊ももの
- 編集：丸山寿和
- イラスト：江原ノブヒロ、28KEY
- ドラマ衣装：佐藤愉貴子
- ドラマ編集：稲川実希
- ドラマスタッフ（レギュラー版、全員週替り）
  - 出演者：「再現ドラマリスト」を参照。
  - 監督：武田洋平、亀谷英司（亀谷→以前は助監督/監督補）、日比野朗、青木達也、長尾くみこ、今和紀（今→以前は監督補►助監督）、イナガキマサヒロ、山本大輔、上田迅、遠藤光貴、白川士、樹下直美、中田博之、夕暮けん、大須賀雄介、杉田満(すぎたまん)（上田→以前はディレクター、山本・上田・遠藤・白川・樹下→一時離脱►復帰、白川→助監督の回あり、大須賀・杉田→以前は助監督→一時離脱►復帰）
  - 制作担当：福田厚仁、香川智宏、町田虎睦、宮崎有紀、土田守洋、雲井成和、齋籐鋼児、犬飼須我志、増子美和、宇佐美晴久、難波杏里、松嶋翔、大川伸介、入江広明（梶谷・大川・入江→一時離脱►復帰、入江→以前は助監督）、村上麻里子、増間高志、梶谷真也
  - 制作進行：武井茜（以前はAP）、菅原紗耶（以前はAD）、松永野々花（松永→以前はAD►制作進行►助監督►AD►一時離脱）
  - 監督補：寺地雄一郎、佐藤潤、鴨川哲郎
  - 助監督/監督補：金子与志一（回によって担当が変わる）
  - 助監督/制作担当：金沢貴大、森脇健介（回によって担当が変わる）
  - 助監督：平舘銀河、金子陽央、小河亮、橋本英樹、大井雄馬（金子・小河→以前はAD）、土倉甲大、高橋葉子、森川奈於、田村菜摘、岡部周悟、豊吉美巧、鍛冶屋彰人、井上颯人、稲垣壮洋、西川裕、石高浩子、出口彩菜、下手陽織、森嶋則安（豊吉・稲垣→一時離脱►復帰）
  - 撮影：平田修久、栗田東治郎、梶岡禄山、加藤十大、中村純一、伊藤俊介、篠田忠史、東田博史、名務真司、萩原直也、須藤康夫、木下雄介、星山裕紀、岡本世基、高橋草之輔、黒羽一也、鈴木富夫、五江渕勝、坂本誠、水野滋人、下垣外純、宮崎康仁（PT版はドラマ撮影）、丸尾侑未、斎藤真樹、遠藤洋祐、土田光、布川潤一、常田真一、佐藤勝成、古川好伸、初瀬康一、山崎一央、濱野良太、柳沢栄造、福田安美、南谷浩之、青木泰弘、矢田部修、下村哲郎、佐藤勇介、縄誠幸、青木康弘、髙橋勇士（斎藤・布川・常田・古川・山崎・濱野→一時離脱►復帰）、川口次男、村上繁樹、佐藤広人
  - VE：武田健文、権田博、角本輝夫、植木康弘、高井祐二、伊東大哲、三熊世良、小杉文人、杉永勝志、関口和也、宮入俊彰（杉永・宮入→一時離脱►復帰）、錦織健三（PT版はドラマVE）、藤村浩生、山田亮佑、加藤寛己
  - 音声：平直樹、関口章、谷山一也、高橋俊、下代宗太郎（高橋・下代→以前は録音►一時離脱►復帰）、蟻川真矢
  - VE・音声：鈴木一篤、小笹直樹
  - 照明：寺本智哉、藤井隆二、高井大樹、田中充、坂本俊、小池真之介、木幡和弘、山口峰寛、坂本心、濱田博史、明星知、中江純平（PT版はドラマ照明）、川里一幸、生嶋航、森泉英男、海保栄吉、佐々木祐輔、青木義男、反方啓太、石井亮裕、山口泰一郎、山下由美、山下由美（森泉・佐々木→一時離脱►復帰）
  - CA：桝本もえ、羽鳥端紀
  - 録音：中山寿範、関根光晶、吉田勉、宋晋端、金杉貴史、甲斐匡、田村智昭、北野莉那、高松愛里紗、葛原雅弘、堀知也、中嶋翔太、林昭一、久村英徹、岡本立洋、佐藤寛俊、桜井秀一、伊藤修一、金子徹、飯塚幸子、初瀬智香、島田隆雄、三澤武徳、関口浩平（飯塚→PT版はドラマ録音、金子・飯塚・初瀬・島田→一時離脱►復帰）
  - 美術制作：木村文洋
  - 美術：大町力（PT版はドラマ美術）、井上桐文、青羽亮、池田正直
  - アートコーディネーター：福井大、渡部哲也／横山勇、塩谷達郎
  - 美術/装飾：金子大悟
  - 小道具：我妻智子、阿部俊彦、郷原ひかり、大久保佑利子、尾西千央、古村清美、瓜田琴子、田中悠希
  - 持道具：千葉彩加、福留克年
  - 装飾：石井琢也、石川将太、阿部一博、坂東一城、東克典、中嶋誠宗
  - 衣装：小田知佳、栗田左智子、富永愛美、眞鍋和子、川井貴子、村上紘美、寺崎抽香（寺崎→一時離脱►復帰）、富永愛美、堀智絵、大塚めぐみ、岩崎孝典、佐藤遥菜
  - (ヘア)メイク：五十嵐良恵、小坂美由紀、佐藤由貴、加藤まり子、熊田美和子、石井薫子、古川愛子、都上淳子、稲月聖菜、長野一浩、馬場泰樹、山口圭子、反町雄一、竹内研登、崎山彩実、塩谷英里、長島由香、近藤あかね、那須野詞、合谷純子、竹田恭子、津上淳子、吉村英里、上野祐実（山口→PT版はドラマメイク、馬場・山口・竹内・崎山・塩谷・長島・近藤・津上・吉村→一時離脱►復帰）
  - 操演：羽鳥博幸
  - CG：久村英徹、道木伸隆（道木→以前は録音）、松本真典、細井秀史、高橋良明（松本→一時離脱►復帰）、森三平
  - エキストラ：CASTY
  - 機材協力：萩原直也
  - スタントコーディネーター：高橋(嶋)宏一郎、上野山浩、岩崎茜衣、釼持誠
  - コーディネーション：仲間健、石垣圭三郎
  - カースタント：雨宮正信、野呂真治
  - アクションコーディネーター：富田稔（以前はアクション）
  - ヘリコーディネーター：横瀬博
  - ガンエフェクト：近藤佳徳
  - スタント協力：タカハシレーシング、STUNTTEAMGocoo（共に以前は技術協力）
- 技術協力：ジースタッフ、fmt、クロステレビジョン、MABU、ビデオウィング、ゼータ、テレプロ、権四郎、TPブレーン、アイ・ティー・ビー、ローグ、D.R.A FILMS、TORIDE、DRONEFRONTEAR、AZABU PLAZA、FINDERS、Kカンパニー、イメージランド、JUNESEP、ビデオスタッフ、ザ・ホライズン、ZEAL、エクサインターナショナル、DIOLITEinc(ディオライト)、Nikkuri、バスク、サウンドライズ、池田屋、ジーリンクスタジオ、フォーチュン、J-crew、象/ZOU、ファインダーズ、エスパシオ、ジーン、エアウルフ、LOVE ANDRONE、BULLBULL
- 美術協力：優しい美術、フジアール、PYROTECH、USPDGEAR、fullscale、tacreate、テレフィット、アクロス、松竹衣裳、ジーケン・アート（ジーケン→以前は毎週）、京映アーツ、アニーガンサービス、東京美工、東宝舞台
- 協力：MOYX、コンガス、スタジオタウン小山、小山フィルムファクトリー、NPO法人小山町フィルムコミッション、小山町フィルムコミッション登録会員の皆様、株式会社レントゲンシーバー、MAPPLE、茨城県筑西市ちくせいロケーションサービス、宮城テレビ放送（全部→PT）、毎日新聞社、Gocoo、アフロ、イメージマート、ロイター、読売新聞社、PIXTA【週替り】
- 「愛犬失踪」（PT）
  - 制作担当：青木笑子（PT）
  - 監督：千村利光（PT）
- AD：沗原大裕、粕谷真緒、山田裕大、清野翔太郎、唐澤泉恵、森元駿、宗片麗、佐伯順、池田雅美、中嶌玲奈、大井雄馬、正岡夕希、松下陽菜子、内藤葵、下橋場陽介、八木涼佑、勢旗沙彩、市川凌雅、内田綺音、安田真之、窪田ゆき、末廣真麻、嶋田果南、榊原真由子、大倉康平、内山智紘、八尋嵐士、小栗佳世子、渡邉巽、陳曉蔚、新地祥太、橋本直樹、脇元楓大、岩崎拓也、山崎友香、近藤沙織、松尾紀季、石見優佳、吉安輝晃、上田真悠子、池上雄哉、片山詩音乃、八木彩香、及川直輝、川澄極、内貴郁里、田口彩奈、田中裕也、中尾煕子、袖山淳、迫上凌、原木真尋、上岡美月
- ディレクター：福田龍・上野詩織（日本テレビ）【毎週】、佐々木文恵、武田洋平、西川裕、安田太地、遠藤光貴、青木達也、田中英之、松田三四郎、橋本伸行（ROFL）、元木秀和・加納成人（日企）、中井康二、三谷三四郎、櫛田健太郎、奥川祐輝（ZION）、新居わかや、高木梨奈（日企）、佐伯直哉（ROFL）、田村秋男（THE WORKS）、本田学・今泉哲也・吉仲哲也（SION）、寺下和貴（日企、一時期はディレクター►以前はAD）、大森遼/山口耀平、鈴木侑希、髙木瞭、金子文香、上田桃華、植木友哉、熊田大樹、古井翔大、友常沙紀、竹田裕貴、マリク沙世武、市川雄、稲岡舞、安田愛耶、大谷俊介（THE WORKS）、松本尚也（日企）、新井一平（SION）、尾越功（ハンター、一時離脱►復帰）、濱本美香（ZION、濱本→一時離脱►復帰）、武木田一馬（WAONZ）、吉倉瑞穂、渡辺邦宏（日本テレビ）/中村允、タン・ウェンティン、安井知沙、河内山祐輝、佐伯祐太、端村歩乃花、丹羽理沙子、角尚紀、山田絵里加、酒井萌美、高島弘明、喜多祥子、木村彩寧、大庭拓、木村唯人、榎戸美雨、髙橋祐斗、梶原明日香（大森・マリク・松本→以前はAD、熊田・友常・竹田～三輪以外、タン・喜多・袖山・木村彩→2021年8月までAD、マリク→一時離脱、渡辺→2024年4月11日-5月まで）
- ディレクター/演出：小倉寛太（日本テレビ、演出担当回以外は毎週D）
- デスク：近藤由衣（PT）
- AP：伊達和輝、吉野雅美、髙次萌、山脇瞳、阿部理江、橋下桃花、小嶋悠介、岸加苗、益子江理香、武田沙織（武田→一時離脱►復帰）
- 演出：渡辺春佳・増田雄太（日本テレビ）、井上圭、高木悟（高木→日企）
- プロデューサー：安彦真利江・末延靖章・佐野正法・藤崎一成・杉山直樹（日本テレビ）、城野麻衣子（THE WORKS）、櫻井弘美（ROFL）、所俊輔、中澤亜友、渡邊奈津子（ROFL）、小澤亜都沙（セプテンバー）、山ノ内禎枝（カスタム）、常盤吉弘（SION）、山本玲子（THE WORKS）、角田正子、森清和成（アバンズゲート）、沖本繁彦、岡宅真由美、毛塚俊太、菊地裕幸（THE WORKS）、梅村昇平（セプテンバー）、久保田聡（THE WORKS）、高橋優子（THE WORKS）、三浦佳憲（ZION）、本井雅美（AXON、2021年8月までAP）/澁(渋)谷七海、小木雅恵、鈴木千里（杉山→2024年3月7日 - 5月、一時離脱►復帰、澁谷以降→2021年8月までAP、小木→以前はAD、澁谷・鈴木→一時離脱►復帰、梅村→以前は毎週P）
- 統轄プロデューサー：福田一寛（日本テレビ、2022年6月2日 - 2023年5月25日）
- チーフプロデューサー：遠藤正累（日本テレビ）、倉田忠明（日本テレビ、2019年6月6日 - 2022年5月19日）、新井秀和（日本テレビ、2022年6月2日 - 2025年5月、以前はプロデューサー→2020年10月15日 - 2022年5月19日は統轄プロデューサー）[2][1]
- 制作協力：ジッピー、ROFL、セプテンバー

## 書籍

### コミカライズ
梅屋敷ミタ・作、西東社より2024年4月3日に発売された謎解きクイズブック。過去にあった様々な事件を突破交番の3人（兼近、岡部、松陰寺）が事件を解く。2025年4月17日には第2弾が発売され新たに「突破空港税関」が掲載されている。

## 放送局・ネット配信

### 通常放送時のネット局
| 放送対象地域   | 放送局                    | 系列                          | 放送日時           | ネット状況 |
| -------------- | ------------------------- | ----------------------------- | ------------------ | ---------- |
| 関東広域圏     | 日本テレビ（NTV）         | 日本テレビ系列                | 木曜 19:00 - 19:54 | 制作局     |
| 北海道         | 札幌テレビ（STV）         | 日本テレビ系列                | 木曜 19:00 - 19:54 | 同時ネット |
| 青森県         | 青森放送（RAB）           | 日本テレビ系列                | 木曜 19:00 - 19:54 | 同時ネット |
| 岩手県         | テレビ岩手（TVI）         | 日本テレビ系列                | 木曜 19:00 - 19:54 | 同時ネット |
| 宮城県         | ミヤギテレビ（MMT）       | 日本テレビ系列                | 木曜 19:00 - 19:54 | 同時ネット |
| 秋田県         | 秋田放送（ABS）           | 日本テレビ系列                | 木曜 19:00 - 19:54 | 同時ネット |
| 山形県         | 山形放送（YBC）           | 日本テレビ系列                | 木曜 19:00 - 19:54 | 同時ネット |
| 福島県         | 福島中央テレビ（FCT）     | 日本テレビ系列                | 木曜 19:00 - 19:54 | 同時ネット |
| 山梨県         | 山梨放送（YBS）           | 日本テレビ系列                | 木曜 19:00 - 19:54 | 同時ネット |
| 新潟県         | テレビ新潟（TeNY）        | 日本テレビ系列                | 木曜 19:00 - 19:54 | 同時ネット |
| 長野県         | テレビ信州（TSB）         | 日本テレビ系列                | 木曜 19:00 - 19:54 | 同時ネット |
| 静岡県         | 静岡第一テレビ（SDT）     | 日本テレビ系列                | 木曜 19:00 - 19:54 | 同時ネット |
| 富山県         | 北日本放送（KNB）         | 日本テレビ系列                | 木曜 19:00 - 19:54 | 同時ネット |
| 石川県         | テレビ金沢（KTK）         | 日本テレビ系列                | 木曜 19:00 - 19:54 | 同時ネット |
| 福井県         | 福井放送（FBC）           | 日本テレビ系列                | 木曜 19:00 - 19:54 | 同時ネット |
| 中京広域圏     | 中京テレビ（CTV）         | 日本テレビ系列                | 木曜 19:00 - 19:54 | 同時ネット |
| 近畿広域圏     | 読売テレビ（ytv）         | 日本テレビ系列                | 木曜 19:00 - 19:54 | 同時ネット |
| 鳥取県・島根県 | 日本海テレビ（NKT）       | 日本テレビ系列                | 木曜 19:00 - 19:54 | 同時ネット |
| 広島県         | 広島テレビ（HTV）         | 日本テレビ系列                | 木曜 19:00 - 19:54 | 同時ネット |
| 山口県         | 山口放送（KRY）           | 日本テレビ系列                | 木曜 19:00 - 19:54 | 同時ネット |
| 徳島県         | 四国放送（JRT）           | 日本テレビ系列                | 木曜 19:00 - 19:54 | 同時ネット |
| 香川県・岡山県 | 西日本放送（RNC）         | 日本テレビ系列                | 木曜 19:00 - 19:54 | 同時ネット |
| 愛媛県         | 南海放送（RNB）           | 日本テレビ系列                | 木曜 19:00 - 19:54 | 同時ネット |
| 高知県         | 高知放送（RKC）           | 日本テレビ系列                | 木曜 19:00 - 19:54 | 同時ネット |
| 福岡県         | 福岡放送（FBS）           | 日本テレビ系列                | 木曜 19:00 - 19:54 | 同時ネット |
| 長崎県         | 長崎国際テレビ（NIB）     | 日本テレビ系列                | 木曜 19:00 - 19:54 | 同時ネット |
| 熊本県         | くまもと県民テレビ（KKT） | 日本テレビ系列                | 木曜 19:00 - 19:54 | 同時ネット |
| 鹿児島県       | 鹿児島読売テレビ（KYT）   | 日本テレビ系列                | 木曜 19:00 - 19:54 | 同時ネット |
| 大分県         | テレビ大分（TOS）         | 日本テレビ系列 フジテレビ系列 | 月曜 13:50 - 14:45 | 遅れネット |
| 宮崎県         | 宮崎放送（mrt）           | TBS系列                       | 土曜 15:00 - 15:54 | 遅れネット |
| 沖縄県         | 宮古テレビ（MTV）         | ケーブルテレビ                | 日曜 17:00 - 17:54 | 遅れネット |

### 2時間スペシャル時のネット局
2022年以降、番組終盤6分はローカルセールス枠(2時間拡大による日テレ＋枠が休止に伴いローカルセールス枠が20:54〜21:00に臨時編成されるため。これは日本テレビの火〜木の編成ではこの編成となっている。)のため一部地域では20:54に飛び降りる局が存在する。基本的に日テレ＋をネットしている局は同時ネットしているが日テレ＋が非ネットとなっている局でも臨時ネットされる場合がある。
| 放送対象地域   | 放送局                    | 系列           | ネット状況                       |
| -------------- | ------------------------- | -------------- | -------------------------------- |
| 関東広域圏     | 日本テレビ（NTV）         | 日本テレビ系列 | 制作局                           |
| 秋田県         | 秋田放送（ABS）           | 日本テレビ系列 | 同時フルネット （19:00 - 21:00） |
| 新潟県         | テレビ新潟（TeNY）        | 日本テレビ系列 | 同時フルネット （19:00 - 21:00） |
| 静岡県         | 静岡第一テレビ（SDT）     | 日本テレビ系列 | 同時フルネット （19:00 - 21:00） |
| 福井県         | 福井放送（FBC）           | 日本テレビ系列 | 同時フルネット （19:00 - 21:00） |
| 中京広域圏     | 中京テレビ（CTV）         | 日本テレビ系列 | 同時フルネット （19:00 - 21:00） |
| 鳥取県・島根県 | 日本海テレビ（NKT）       | 日本テレビ系列 | 同時フルネット （19:00 - 21:00） |
| 広島県         | 広島テレビ（HTV）         | 日本テレビ系列 | 同時フルネット （19:00 - 21:00） |
| 山口県         | 山口放送（KRY）           | 日本テレビ系列 | 同時フルネット （19:00 - 21:00） |
| 徳島県         | 四国放送（JRT）           | 日本テレビ系列 | 同時フルネット （19:00 - 21:00） |
| 高知県         | 高知放送（RKC）           | 日本テレビ系列 | 同時フルネット （19:00 - 21:00） |
| 福岡県         | 福岡放送（FBS）           | 日本テレビ系列 | 同時フルネット （19:00 - 21:00） |
| 長崎県         | 長崎国際テレビ（NIB）     | 日本テレビ系列 | 同時フルネット （19:00 - 21:00） |
| 北海道         | 札幌テレビ（STV）         | 日本テレビ系列 | 同時ネット （20:54飛び降り）     |
| 青森県         | 青森放送（RAB）           | 日本テレビ系列 | 同時ネット （20:54飛び降り）     |
| 岩手県         | テレビ岩手（TVI）         | 日本テレビ系列 | 同時ネット （20:54飛び降り）     |
| 宮城県         | ミヤギテレビ（MMT）       | 日本テレビ系列 | 同時ネット （20:54飛び降り）     |
| 山形県         | 山形放送（YBC）           | 日本テレビ系列 | 同時ネット （20:54飛び降り）     |
| 福島県         | 福島中央テレビ（FCT）     | 日本テレビ系列 | 同時ネット （20:54飛び降り）     |
| 山梨県         | 山梨放送（YBS）           | 日本テレビ系列 | 同時ネット （20:54飛び降り）     |
| 長野県         | テレビ信州（TSB）         | 日本テレビ系列 | 同時ネット （20:54飛び降り）     |
| 富山県         | 北日本放送（KNB）         | 日本テレビ系列 | 同時ネット （20:54飛び降り）     |
| 石川県         | テレビ金沢（KTK）         | 日本テレビ系列 | 同時ネット （20:54飛び降り）     |
| 近畿広域圏     | 読売テレビ（ytv）         | 日本テレビ系列 | 同時ネット （20:54飛び降り）     |
| 香川県・岡山県 | 西日本放送（RNC）         | 日本テレビ系列 | 同時ネット （20:54飛び降り）     |
| 愛媛県         | 南海放送（RNB）           | 日本テレビ系列 | 同時ネット （20:54飛び降り）     |
| 熊本県         | くまもと県民テレビ（KKT） | 日本テレビ系列 | 同時ネット （20:54飛び降り）     |
| 鹿児島県       | 鹿児島読売テレビ（KYT）   | 日本テレビ系列 | 同時ネット （20:54飛び降り）     |

| 配信会社 | 更新日時           | 配信状況                     |
| -------- | ------------------ | ---------------------------- |
| TVer     | 地上波放送終了直後 | 最新回限定で無料配信         |
| GYAO!    | 地上波放送終了直後 | 最新回限定で無料配信         |
| Hulu     | 地上波放送終了直後 | 定額制による見放題見逃し配信 |